# Rencontres de la Ligue des champions de l'UEFA 2022-2023
 (mars 2024).
Cet article présente les résultats détaillés des rencontres de la Ligue des champions de l'UEFA 2022-2023.

## Phase de groupes
La phase de groupes de la Ligue des champions de l'UEFA 2022-2023 débute le 6 septembre et se termine le 2 novembre 2022. Au total, 32 équipes s'affrontent dans la phase de groupes pour décider des 16 places pour les huitièmes de finale de la Ligue des champions de l'UEFA 2022-2023.

### Tirage au sort
Le tirage au sort pour la phase de groupes a lieu le 25 août 2022, à Istanbul.
Les 32 équipes sont réparties en huit groupes de quatre, avec la restriction que les équipes d'une même association ne peuvent être tirées l'une contre l'autre. Pour le tirage au sort, les équipes sont réparties dans quatre pots selon les principes suivants (article 13.06 du règlement) :
- Le pot 1 contient les tenants des titres de la Ligue des champions et de la Ligue Europa, ainsi que les champions des six meilleures associations sur la base de leurs coefficients 2021 pour les pays de l'UEFA. Si l'un des tenants du titre, ou les deux, est l'un des champions des six meilleures associations, les champions de la ou des associations les mieux classées suivantes sont également classés dans le pot 1.
- Les pots 2, 3 et 4 contiennent les équipes restantes, classées en fonction de leurs coefficients de club UEFA 2021.

| Chapeau 1              | Chapeau 1 | Chapeau 2          | Chapeau 2 | Chapeau 3         | Chapeau 3 | Chapeau 4              | Chapeau 4 |
| ---------------------- | --------- | ------------------ | --------- | ----------------- | --------- | ---------------------- | --------- |
| Real Madrid T Ch SU    | 124.000   | Liverpool FC C     | 134.000   | Borussia Dortmund | 78.000    | Rangers FC             | 50.250    |
| Eintracht Francfort C3 | 61.000    | Chelsea FC         | 123.000   | RB Salzbourg Ch C | 71.000    | Dinamo Zagreb Ch       | 49.500    |
| Manchester City Ch     | 134.000   | FC Barcelone       | 114.000   | Chakhtar Donetsk  | 71.000    | Olympique de Marseille | 44.000    |
| AC Milan Ch            | 38.000    | Juventus FC        | 107.000   | Inter Milan C     | 67.000    | FC Copenhague Ch       | 40.500    |
| Bayern Munich Ch       | 138.000   | Atlético de Madrid | 105.000   | SSC Naples        | 66.000    | Club Bruges Ch         | 38.500    |
| Paris Saint-Germain Ch | 112.000   | Séville FC         | 91.000    | SL Benfica        | 61.000    | Celtic FC Ch           | 33.000    |
| FC Porto Ch C          | 80.000    | RB Leipzig C       | 83.000    | Sporting CP       | 55.500    | Viktoria Plzeň Ch      | 31.000    |
| Ajax Amsterdam Ch      | 82.500    | Tottenham Hotspur  | 83.000    | Bayer Leverkusen  | 53.000    | Maccabi Haïfa Ch       | 7.000     |

T : Tenant du titre

Ch : Champion national
C3 : Vainqueur de la Ligue Europa
SU : Vainqueur de la Supercoupe de l'UEFA
C : Vainqueur de la coupe nationale
- Futur qualifié pour les huitièmes de finale
- Futur repêché en barrages de la phase à élimination directe de la Ligue Europa

Les associations ayant deux équipes qualifiées ou plus, les équipes sont appariées afin de les diviser en deux groupes de quatre (A – D, E – H) pour une couverture télévisuelle maximale. Pour chaque journée, un groupe de quatre disputera ses matchs le mardi, tandis que l'autre groupe de quatre disputera ses matchs le mercredi, les deux groupes alternant à chaque journée. Les rencontres sont décidées après le tirage au sort, à l'aide d'un ordinateur non présenté au public, avec la séquence de match suivante (article 16.02 du Règlement) : 
| Journée     | Dates                   |
| ----------- | ----------------------- |
| 1re journée | 6 et 7 septembre 2022   |
| 2e journée  | 13 et 14 septembre 2022 |
| 3e journée  | 4 et 5 octobre 2022     |
| 4e journée  | 11 et 12 octobre 2022   |
| 5e journée  | 25 et 26 octobre 2022   |
| 6e journée  | 1er et 2 novembre 2022  |

Les équipes participantes (avec leurs coefficients de club UEFA 2022) sont groupées selon leur pot d'appartenance. Ils comprennent :
26 équipes qui entrent dans cette étape
6 gagnants du tour de barrages (4 par la voie des champions, 2 par la voie de la ligue)
Les équipes sont classées en fonction des points (3 points pour une victoire, 1 point pour un match nul, 0 points pour une défaite) et, en cas d’égalité de points, les critères de départage suivants sont appliqués, dans l’ordre donné, pour déterminer le classement (Règlements articles 17.01) :
1. plus grand nombre de points obtenus dans les matches de groupe disputés entre les équipes concernées ;
2. meilleure différence de buts dans les matches du groupe disputés entre les équipes concernées ;
3. plus grand nombre de buts marqués dans les matches du groupe disputés entre les équipes concernées ;
4. si, après l’application des critères 1 à 3, plusieurs équipes sont toujours à égalité, les critères 1 à 3 sont à nouveau appliqués exclusivement aux matches entre les équipes concernées afin de déterminer leur classement final. Si cette procédure ne donne pas de résultat, les critères 5 à 11 s’appliquent ;
5. meilleure différence de buts dans tous les matches du groupe ;
6. plus grand nombre de buts marqués dans tous les matches du groupe ;
7. plus grand nombre de buts marqués à l’extérieur dans tous les matches du groupe ;
8. plus grand nombre de victoires dans tous les matches du groupe ;
9. plus grand nombre de victoires à l'extérieur dans tous les matches du groupe ;
10. total le plus faible de points disciplinaires sur la base uniquement des cartons jaunes et des cartons rouges reçus durant tous les matches du groupe (carton rouge = 3 points, carton jaune = 1 point, expulsion pour deux cartons jaunes au cours d'un match = 3 points) ;
11. meilleur coefficient de club.

Les matches se déroulent du 6 au 7 septembre, du 13 au 14 septembre, du 4 au 5 octobre, du 11 au 12 octobre, du 25 au 26 octobre et du 1er au 2 novembre 2022. Les heures de coup d'envoi prévues sont 21h00 CET / CEST, avec deux matches mardi et mercredi programmés à 18h45 CET / CEST.
| Légende des couleurs                                                                                   |
| --- |
| Premiers et deuxièmes de groupe se qualifient pour les huitièmes de finale                             |
| Troisièmes de groupe sont repêchés aux barrages pour la phase à élimination directe de la Ligue Europa |

### Groupes
Légende des classements
- Qualifié pour les huitièmes de finale
- Repêché aux barrages pour la phase à élimination directe de la Ligue Europa

Légende des résultats
- Victoire à domicile
- Match nul
- Victoire à l'extérieur

#### Groupe A
| Rang | Équipe         | Pts | J | G | N | P | Bp | Bc | Diff |  | Résultats (▼ dom., ► ext.) |     |     |     |     |
| ---- | -------------- | --- | - | - | - | - | -- | -- | ---- |  | -------------------------- | --- | --- | --- | --- |
| 1    | SSC Naples     | 15  | 6 | 5 | 0 | 1 | 20 | 6  | +14  |  | SSC Naples                 |     | 4-1 | 4-2 | 3-0 |
| 2    | Liverpool FC   | 15  | 6 | 5 | 0 | 1 | 17 | 6  | +11  |  | Liverpool FC               | 2-0 |     | 2-1 | 2-0 |
| 3    | Ajax Amsterdam | 6   | 6 | 2 | 0 | 4 | 11 | 16 | -5   |  | Ajax Amsterdam             | 1-6 | 0-3 |     | 4-0 |
| 4    | Rangers FC     | 0   | 6 | 0 | 0 | 6 | 2  | 22 | -20  |  | Rangers FC                 | 0-3 | 1-7 | 1-3 |     |

| 1re journée                 | Ajax Amsterdam                                        | 4 - 0   | Rangers FC | Johan Cruyff Arena, Amsterdam                                                     |                                                                                   |
| 7 septembre 2022 18h45 CEST | Álvarez 17e · Berghuis 32e · Kudus 33e · Bergwijn 80e | (3 - 0) |            | Spectateurs : 52 862 Arbitrage : Tobias Stieler Arbitre vidéo : Christian Dingert | Spectateurs : 52 862 Arbitrage : Tobias Stieler Arbitre vidéo : Christian Dingert |
| 7 septembre 2022 18h45 CEST |                                                       | Rapport | 62e Jack   | Spectateurs : 52 862 Arbitrage : Tobias Stieler Arbitre vidéo : Christian Dingert | Spectateurs : 52 862 Arbitrage : Tobias Stieler Arbitre vidéo : Christian Dingert |

| 1re journée                 | SSC Naples                                                 | 4 - 1   | Liverpool FC              | Stade Diego Armando Maradona, Naples                                                                   | |
| 7 septembre 2022 21h00 CEST | Zieliński 5e (pen.) 47e · Zambo Anguissa 31e · Simeone 44e | (3 - 0) | 49e Díaz                  | Spectateurs : 51 793 Arbitrage : Carlos del Cerro Grande Arbitre vidéo : Alejandro Hernández Hernández | Spectateurs : 51 793 Arbitrage : Carlos del Cerro Grande Arbitre vidéo : Alejandro Hernández Hernández |
| 7 septembre 2022 21h00 CEST | Rrahmani 66e                                               | Rapport | 10e Milner · 18e van Dijk | Spectateurs : 51 793 Arbitrage : Carlos del Cerro Grande Arbitre vidéo : Alejandro Hernández Hernández | Spectateurs : 51 793 Arbitrage : Carlos del Cerro Grande Arbitre vidéo : Alejandro Hernández Hernández |

| 2e journée                   | Liverpool FC          | 2 - 1   | Ajax Amsterdam               | Anfield, Liverpool                                                               |                                                                                  |
| 13 septembre 2022 21h00 CEST | Salah 17e · Matip 89e | (1 - 1) | 27e Kudus                    | Spectateurs : 52 387 Arbitrage : Artur Soares Dias Arbitre vidéo : Tiago Martins | Spectateurs : 52 387 Arbitrage : Artur Soares Dias Arbitre vidéo : Tiago Martins |
| 13 septembre 2022 21h00 CEST | Matip 62e             | Rapport | 59e Álvarez · 90+1e Berghuis | Spectateurs : 52 387 Arbitrage : Artur Soares Dias Arbitre vidéo : Tiago Martins | Spectateurs : 52 387 Arbitrage : Artur Soares Dias Arbitre vidéo : Tiago Martins |

| 2e journée                   | Rangers FC                                                                 | 0 - 3   | SSC Naples                                           | Ibrox Stadium, Glasgow                                                           |                                                                                  |
| 14 septembre 2022 21h00 CEST |                                                                            | (0 - 0) | 68e (pen.) Politano · 85e Raspadori · 90+1e Ndombele | Spectateurs : 50 121 Arbitrage : Antonio Mateu Lahoz Arbitre vidéo : Marco Fritz | Spectateurs : 50 121 Arbitrage : Antonio Mateu Lahoz Arbitre vidéo : Marco Fritz |
| 14 septembre 2022 21h00 CEST | Morelos 21e · Lundstram 35e · Sands 53e, 55e · Barišić 67e · Tavernier 74e | Rapport | 42e Politano                                         | Spectateurs : 50 121 Arbitrage : Antonio Mateu Lahoz Arbitre vidéo : Marco Fritz | Spectateurs : 50 121 Arbitrage : Antonio Mateu Lahoz Arbitre vidéo : Marco Fritz |

| 3e journée                | Liverpool FC                           | 2 - 0   | Rangers FC    | Anfield, Liverpool                                                             |                                                                                |
| 4 octobre 2022 21h00 CEST | Alexander-Arnold 7e · Salah 53e (pen.) | (1 - 0) |               | Spectateurs : 49 512 Arbitrage : Clément Turpin Arbitre vidéo : Jérôme Brisard | Spectateurs : 49 512 Arbitrage : Clément Turpin Arbitre vidéo : Jérôme Brisard |
| 4 octobre 2022 21h00 CEST | Alexander-Arnold 90+2e                 | Rapport | 38e Lundstram | Spectateurs : 49 512 Arbitrage : Clément Turpin Arbitre vidéo : Jérôme Brisard | Spectateurs : 49 512 Arbitrage : Clément Turpin Arbitre vidéo : Jérôme Brisard |

| 3e journée                | Ajax Amsterdam                            | 1 - 6   | SSC Naples                                                                           | Johan Cruyff Arena, Amsterdam                                                         |                                                                                       |
| 4 octobre 2022 21h00 CEST | Kudus 9e                                  | (1 - 3) | 18e 47e Raspadori · 33e Di Lorenzo · 45e Zieliński · 63e Kvaratskhelia · 81e Simeone | Spectateurs : 52 896 Arbitrage : François Letexier Arbitre vidéo : Tomasz Kwiatkowski | Spectateurs : 52 896 Arbitrage : François Letexier Arbitre vidéo : Tomasz Kwiatkowski |
| 4 octobre 2022 21h00 CEST | Timber 31e · Tadić 38e, 73e · Kudus 90+2e | Rapport | 21e Raspadori                                                                        | Spectateurs : 52 896 Arbitrage : François Letexier Arbitre vidéo : Tomasz Kwiatkowski | Spectateurs : 52 896 Arbitrage : François Letexier Arbitre vidéo : Tomasz Kwiatkowski |

| 4e journée                 | SSC Naples                                                         | 4 - 2   | Ajax Amsterdam                                                                  | Stade Diego Armando Maradona, Naples                                      |                                                                           |
| 12 octobre 2022 18h45 CEST | Lozano 4e · Raspadori 16e · Kvaratskhelia 62e (pen.) · Osimhen 90e | (2 - 0) | 49e Klaassen · 83e (pen.) Bergwijn                                              | Spectateurs : 52 229 Arbitrage : Felix Zwayer Arbitre vidéo : Harm Osmers | Spectateurs : 52 229 Arbitrage : Felix Zwayer Arbitre vidéo : Harm Osmers |
| 12 octobre 2022 18h45 CEST | Jesus 87e · Osimhen 90+1e · Politano 90+2e                         | Rapport | 27e Taylor · 33e Sánchez · 52e Álvarez · 61e Timber · 66e Bassey · 76e Bergwijn | Spectateurs : 52 229 Arbitrage : Felix Zwayer Arbitre vidéo : Harm Osmers | Spectateurs : 52 229 Arbitrage : Felix Zwayer Arbitre vidéo : Harm Osmers |

| 4e journée                 | Rangers FC  | 1 - 7   | Liverpool FC                                                  | Ibrox Stadium, Glasgow                                                   |                                                                          |
| 12 octobre 2022 21h00 CEST | Arfield 17e | (1 - 1) | 24e 55e Firmino · 66e Núñez · 76e 80e 81e Salah · 87e Elliott | Spectateurs : 48 820 Arbitrage : Slavko Vinčić Arbitre vidéo : Matej Jug | Spectateurs : 48 820 Arbitrage : Slavko Vinčić Arbitre vidéo : Matej Jug |
| 12 octobre 2022 21h00 CEST |             | Rapport | 90e Gomez                                                     | Spectateurs : 48 820 Arbitrage : Slavko Vinčić Arbitre vidéo : Matej Jug | Spectateurs : 48 820 Arbitrage : Slavko Vinčić Arbitre vidéo : Matej Jug |

| 5e journée                 | SSC Naples                     | 3 - 0   | Rangers FC                | Stade Diego Armando Maradona, Naples                                                 |                                                                                      |
| 26 octobre 2022 21h00 CEST | Simeone 11e 16e · Østigård 80e | (2 - 0) |                           | Spectateurs : 39 835 Arbitrage : Halil Umut Meler Arbitre vidéo : Abdulkadir Bitigen | Spectateurs : 39 835 Arbitrage : Halil Umut Meler Arbitre vidéo : Abdulkadir Bitigen |
| 26 octobre 2022 21h00 CEST | Kim 88e · Rui 90e              | Rapport | 9e Davies · 42e Lundstram | Spectateurs : 39 835 Arbitrage : Halil Umut Meler Arbitre vidéo : Abdulkadir Bitigen | Spectateurs : 39 835 Arbitrage : Halil Umut Meler Arbitre vidéo : Abdulkadir Bitigen |

| 5e journée                 | Ajax Amsterdam | 0 - 3   | Liverpool FC                        | Johan Cruyff Arena, Amsterdam                                                                     |                                                                                                   |
| 26 octobre 2022 21h00 CEST |                | (0 - 1) | 42e Salah · 49e Núñez · 52e Elliott | Spectateurs : 53 327 Arbitrage : José María Sánchez Arbitre vidéo : Alejandro Hernández Hernández | Spectateurs : 53 327 Arbitrage : José María Sánchez Arbitre vidéo : Alejandro Hernández Hernández |
| 26 octobre 2022 21h00 CEST | Rapport        |         |                                     | Spectateurs : 53 327 Arbitrage : José María Sánchez Arbitre vidéo : Alejandro Hernández Hernández | Spectateurs : 53 327 Arbitrage : José María Sánchez Arbitre vidéo : Alejandro Hernández Hernández |

| 6e journée                  | Liverpool FC                                    | 2 - 0   | SSC Naples | Anfield, Liverpool                                                              |                                                                                 |
| 1er novembre 2022 21h00 CET | Salah 85e · Núñez 90+8e                         | (0 - 0) |            | Spectateurs : 52 077 Arbitrage : Tobias Stieler Arbitre vidéo : Bastian Dankert | Spectateurs : 52 077 Arbitrage : Tobias Stieler Arbitre vidéo : Bastian Dankert |
| 1er novembre 2022 21h00 CET | Konaté 36e · Alexander-Arnold 73e · Núñez 90+4e | Rapport |            | Spectateurs : 52 077 Arbitrage : Tobias Stieler Arbitre vidéo : Bastian Dankert | Spectateurs : 52 077 Arbitrage : Tobias Stieler Arbitre vidéo : Bastian Dankert |

| 6e journée                  | Rangers FC           | 1 - 3   | Ajax Amsterdam                            | Ibrox Stadium, Glasgow                                                    |                                                                           |
| 1er novembre 2022 21h00 CET | Tavernier 87e (pen.) | (0 - 2) | 4e Berghuis · 29e Kudus · 89e Conceição   | Spectateurs : 48 817 Arbitrage : Glenn Nyberg Arbitre vidéo : Marco Fritz | Spectateurs : 48 817 Arbitrage : Glenn Nyberg Arbitre vidéo : Marco Fritz |
| 1er novembre 2022 21h00 CET |                      | Rapport | 19e Taylor · 55e Rensch · 90+3e Conceição | Spectateurs : 48 817 Arbitrage : Glenn Nyberg Arbitre vidéo : Marco Fritz | Spectateurs : 48 817 Arbitrage : Glenn Nyberg Arbitre vidéo : Marco Fritz |

#### Groupe B
| Rang | Équipe             | Pts | J | G | N | P | Bp | Bc | Diff |  | Résultats (▼ dom., ► ext.) |     |     |     |     |
| ---- | ------------------ | --- | - | - | - | - | -- | -- | ---- |  | -------------------------- | --- | --- | --- | --- |
| 1    | FC Porto           | 12  | 6 | 4 | 0 | 2 | 12 | 7  | +5   |  | FC Porto                   |     | 0-4 | 2-0 | 2-1 |
| 2    | Club Bruges        | 11  | 6 | 3 | 2 | 1 | 7  | 4  | +3   |  | Club Bruges                | 0-4 |     | 1-0 | 2-0 |
| 3    | Bayer Leverkusen   | 5   | 6 | 1 | 2 | 3 | 4  | 8  | -4   |  | Bayer Leverkusen           | 0-3 | 0-0 |     | 2-0 |
| 4    | Atlético de Madrid | 5   | 6 | 1 | 2 | 3 | 5  | 9  | -4   |  | Atlético de Madrid         | 2-1 | 0-0 | 2-2 |     |

| 1re journée                 | Atlético de Madrid               | 2 - 1   | FC Porto                               | Estadio Metropolitano, Madrid                                                        |                                                                                      |
| 7 septembre 2022 21h00 CEST | Hermoso 90+1e · Griezmann 90+11e | (0 - 0) | 90+6e (pen.) Uribe                     | Spectateurs : 51 777 Arbitrage : Szymon Marciniak Arbitre vidéo : Tomasz Kwiatkowski | Spectateurs : 51 777 Arbitrage : Szymon Marciniak Arbitre vidéo : Tomasz Kwiatkowski |
| 7 septembre 2022 21h00 CEST | Koke 56e · Hermoso 90+5e         | Rapport | 54e Pepê · 68e Uribe · 71e, 82e Taremi | Spectateurs : 51 777 Arbitrage : Szymon Marciniak Arbitre vidéo : Tomasz Kwiatkowski | Spectateurs : 51 777 Arbitrage : Szymon Marciniak Arbitre vidéo : Tomasz Kwiatkowski |

| 1re journée                 | Club Bruges | 1 - 0   | Bayer Leverkusen                          | Stade Jan Breydel, Bruges                                                 |                                                                           |
| 7 septembre 2022 21h00 CEST | Sylla 42e   | (1 - 0) |                                           | Spectateurs : 21 235 Arbitrage : Irfan Peljto Arbitre vidéo : Marco Guida | Spectateurs : 21 235 Arbitrage : Irfan Peljto Arbitre vidéo : Marco Guida |
| 7 septembre 2022 21h00 CEST | Sowah 78e   | Rapport | 59e Palacios · 62e Andrich · 68e Demirbay | Spectateurs : 21 235 Arbitrage : Irfan Peljto Arbitre vidéo : Marco Guida | Spectateurs : 21 235 Arbitrage : Irfan Peljto Arbitre vidéo : Marco Guida |

| 2e journée                   | FC Porto              | 0 - 4   | Club Bruges                                               | Estádio do Dragão, Porto                                                             |                                                                                      |
| 13 septembre 2022 21h00 CEST |                       | (0 - 1) | 15e (pen.) Jutglà · 47e Sowah · 52e Skov Olsen · 89e Nusa | Spectateurs : 39 225 Arbitrage : Tasos Sidoropoulos Arbitre vidéo : Agelos Evangelou | Spectateurs : 39 225 Arbitrage : Tasos Sidoropoulos Arbitre vidéo : Agelos Evangelou |
| 13 septembre 2022 21h00 CEST | Mário 15e · Carmo 77e | Rapport | 19e Onyedika · 27e Odoi · 45+1e Nielsen · 54e Sylla       | Spectateurs : 39 225 Arbitrage : Tasos Sidoropoulos Arbitre vidéo : Agelos Evangelou | Spectateurs : 39 225 Arbitrage : Tasos Sidoropoulos Arbitre vidéo : Agelos Evangelou |

| 2e journée                   | Bayer Leverkusen                      | 2 - 0   | Atlético de Madrid | BayArena, Leverkusen                                                           |                                                                                |
| 13 septembre 2022 21h00 CEST | Andrich 84e · Diaby 87e               | (0 - 0) |                    | Spectateurs : 25 825 Arbitrage : Michael Oliver Arbitre vidéo : Chris Kavanagh | Spectateurs : 25 825 Arbitrage : Michael Oliver Arbitre vidéo : Chris Kavanagh |
| 13 septembre 2022 21h00 CEST | Kossounou 32e · Tah 39e · Andrich 77e | Rapport |                    | Spectateurs : 25 825 Arbitrage : Michael Oliver Arbitre vidéo : Chris Kavanagh | Spectateurs : 25 825 Arbitrage : Michael Oliver Arbitre vidéo : Chris Kavanagh |

| 3e journée                | FC Porto                            | 2 - 0   | Bayer Leverkusen                               | Estádio do Dragão, Porto                                                       |                                                                                |
| 4 octobre 2022 21h00 CEST | Sanusi 69e · Galeno 87e             | (0 - 0) |                                                | Spectateurs : 42 399 Arbitrage : Anthony Taylor Arbitre vidéo : Stuart Attwell | Spectateurs : 42 399 Arbitrage : Anthony Taylor Arbitre vidéo : Stuart Attwell |
| 4 octobre 2022 21h00 CEST | Mário 50e · Uribe 61e · Carmo 90+1e | Rapport | 40e Hincapié · 53e, 88e Frimpong · 56e Andrich | Spectateurs : 42 399 Arbitrage : Anthony Taylor Arbitre vidéo : Stuart Attwell | Spectateurs : 42 399 Arbitrage : Anthony Taylor Arbitre vidéo : Stuart Attwell |

| 3e journée                | Club Bruges                                                         | 2 - 0   | Atlético de Madrid      | Stade Jan Breydel, Bruges                                                      |                                                                                |
| 4 octobre 2022 21h00 CEST | Sowah 36e · Jutglà 62e                                              | (1 - 0) |                         | Spectateurs : 25 667 Arbitrage : István Kovács Arbitre vidéo : Bastian Dankert | Spectateurs : 25 667 Arbitrage : István Kovács Arbitre vidéo : Bastian Dankert |
| 4 octobre 2022 21h00 CEST | Odoi 37e · Onyedika 45+1e · Buchanan 70e · Mignolet 76e · Sylla 89e | Rapport | 53e Mandava · 61e Savić | Spectateurs : 25 667 Arbitrage : István Kovács Arbitre vidéo : Bastian Dankert | Spectateurs : 25 667 Arbitrage : István Kovács Arbitre vidéo : Bastian Dankert |

| 4e journée                 | Atlético de Madrid          | 0 - 0   | Club Bruges                                                  | Estadio Metropolitano, Madrid                                                 |                                                                               |
| 12 octobre 2022 18h45 CEST |                             | (0 - 0) |                                                              | Spectateurs : 60 810 Arbitrage : Danny Makkelie Arbitre vidéo : Dennis Higler | Spectateurs : 60 810 Arbitrage : Danny Makkelie Arbitre vidéo : Dennis Higler |
| 12 octobre 2022 18h45 CEST | Savić 45+2e · Kondogbia 80e | Rapport | 44e Buchanan · 45+2e, 82e Sowah · 46e Vanaken · 90e Mignolet | Spectateurs : 60 810 Arbitrage : Danny Makkelie Arbitre vidéo : Dennis Higler | Spectateurs : 60 810 Arbitrage : Danny Makkelie Arbitre vidéo : Dennis Higler |

| 4e journée                 | Bayer Leverkusen                         | 0 - 3   | FC Porto                                 | BayArena, Leverkusen                                                        |                                                                             |
| 12 octobre 2022 21h00 CEST |                                          | (0 - 1) | 6e Galeno · 53e (pen.) 64e (pen.) Taremi | Spectateurs : 30 210 Arbitrage : István Kovács Arbitre vidéo : Paolo Valeri | Spectateurs : 30 210 Arbitrage : István Kovács Arbitre vidéo : Paolo Valeri |
| 12 octobre 2022 21h00 CEST | Hincapié 63e · Bakker 64e · Paulinho 84e | Rapport | 32e Mário · 90+3e Borges                 | Spectateurs : 30 210 Arbitrage : István Kovács Arbitre vidéo : Paolo Valeri | Spectateurs : 30 210 Arbitrage : István Kovács Arbitre vidéo : Paolo Valeri |

| 5e journée                 | Club Bruges                         | 0 - 4   | FC Porto                                           | Stade Jan Breydel, Bruges                                                      |                                                                                |
| 26 octobre 2022 18h45 CEST |                                     | (0 - 1) | 33e 70e Taremi · 57e Evanilson · 60e Eustáquio     | Spectateurs : 26 144 Arbitrage : Michael Oliver Arbitre vidéo : Chris Kavanagh | Spectateurs : 26 144 Arbitrage : Michael Oliver Arbitre vidéo : Chris Kavanagh |
| 26 octobre 2022 18h45 CEST | Odoi 28e · Sylla 54e · Onyedika 55e | Rapport | 29e Eustáquio · 42e Otávio · 49e Carmo · 65e Uribe | Spectateurs : 26 144 Arbitrage : Michael Oliver Arbitre vidéo : Chris Kavanagh | Spectateurs : 26 144 Arbitrage : Michael Oliver Arbitre vidéo : Chris Kavanagh |

| 5e journée                 | Atlético de Madrid          | 2 - 2   | Bayer Leverkusen                         | Estadio Metropolitano, Madrid                                                  |                                                                                |
| 26 octobre 2022 21h00 CEST | Carrasco 22e · De Paul 50e  | (1 - 2) | 9e Diaby · 29e Hudson-Odoi               | Spectateurs : 63 803 Arbitrage : Clément Turpin Arbitre vidéo : Jérôme Brisard | Spectateurs : 63 803 Arbitrage : Clément Turpin Arbitre vidéo : Jérôme Brisard |
| 26 octobre 2022 21h00 CEST | Giménez 79e · Kondogbia 87e | Rapport | 65e Hrádecký · 66e Bakker · 79e Hincapié | Spectateurs : 63 803 Arbitrage : Clément Turpin Arbitre vidéo : Jérôme Brisard | Spectateurs : 63 803 Arbitrage : Clément Turpin Arbitre vidéo : Jérôme Brisard |

| 6e journée                  | FC Porto                  | 2 - 1   | Atlético de Madrid                     | Estádio do Dragão, Porto                                                            |                                                                                     |
| 1er novembre 2022 18h45 CET | Taremi 5e · Eustáquio 24e | (2 - 0) | 90+5e (csc) Marcano                    | Spectateurs : 47 546 Arbitrage : Daniele Orsato Arbitre vidéo : Massimiliano Irrati | Spectateurs : 47 546 Arbitrage : Daniele Orsato Arbitre vidéo : Massimiliano Irrati |
| 1er novembre 2022 18h45 CET | Grujić 39e · Cardoso 69e  | Rapport | 42e Reinildo · 48e Savić · 69e De Paul | Spectateurs : 47 546 Arbitrage : Daniele Orsato Arbitre vidéo : Massimiliano Irrati | Spectateurs : 47 546 Arbitrage : Daniele Orsato Arbitre vidéo : Massimiliano Irrati |

| 6e journée                  | Bayer Leverkusen           | 0 - 0   | Club Bruges                          | BayArena, Leverkusen                                                             |                                                                                  |
| 1er novembre 2022 18h45 CET |                            | (0 - 0) |                                      | Spectateurs : 30 210 Arbitrage : Maurizio Mariani Arbitre vidéo : Jérôme Brisard | Spectateurs : 30 210 Arbitrage : Maurizio Mariani Arbitre vidéo : Jérôme Brisard |
| 1er novembre 2022 18h45 CET | Palacios 43e · Andrich 63e | Rapport | 37e Sobol · 82e Boyata · 84e Nielsen | Spectateurs : 30 210 Arbitrage : Maurizio Mariani Arbitre vidéo : Jérôme Brisard | Spectateurs : 30 210 Arbitrage : Maurizio Mariani Arbitre vidéo : Jérôme Brisard |

#### Groupe C
| Rang | Équipe         | Pts | J | G | N | P | Bp | Bc | Diff |  | Résultats (▼ dom., ► ext.) |     |     |     |     |
| ---- | -------------- | --- | - | - | - | - | -- | -- | ---- |  | -------------------------- | --- | --- | --- | --- |
| 1    | Bayern Munich  | 18  | 6 | 6 | 0 | 0 | 18 | 2  | +16  |  | Bayern Munich              |     | 2-0 | 2-0 | 5-0 |
| 2    | Inter Milan    | 10  | 6 | 3 | 1 | 2 | 10 | 7  | +3   |  | Inter Milan                | 0-2 |     | 1-0 | 4-0 |
| 3    | FC Barcelone   | 7   | 6 | 2 | 1 | 3 | 12 | 12 | 0    |  | FC Barcelone               | 0-3 | 3-3 |     | 5-1 |
| 4    | Viktoria Plzeň | 0   | 6 | 0 | 0 | 6 | 5  | 24 | -19  |  | Viktoria Plzeň             | 2-4 | 0-2 | 2-4 |     |

| 1re journée                 | FC Barcelone                                        | 5 - 1   | Viktoria Plzeň                                      | Camp Nou, Barcelone                                                            |                                                                                |
| 7 septembre 2022 21h00 CEST | Kessié 13e · Lewandowski 34e 45+3e 67e · Torres 71e | (3 - 1) | 44e Sýkora                                          | Spectateurs : 77 411 Arbitrage : Lawrence Visser Arbitre vidéo : Benoît Millot | Spectateurs : 77 411 Arbitrage : Lawrence Visser Arbitre vidéo : Benoît Millot |
| 7 septembre 2022 21h00 CEST |                                                     | Rapport | 4e Pernica · 27e Mosquera · 56e Chorý · 62e Jemelka | Spectateurs : 77 411 Arbitrage : Lawrence Visser Arbitre vidéo : Benoît Millot | Spectateurs : 77 411 Arbitrage : Lawrence Visser Arbitre vidéo : Benoît Millot |

| 1re journée                 | Inter Milan | 0 - 2   | Bayern Munich                   | Stade San Siro, Milan                                                          |                                                                                |
| 7 septembre 2022 21h00 CEST |             | (0 - 1) | 25e Sané · 66e (csc) D'Ambrosio | Spectateurs : 58 951 Arbitrage : Clément Turpin Arbitre vidéo : Jérôme Brisard | Spectateurs : 58 951 Arbitrage : Clément Turpin Arbitre vidéo : Jérôme Brisard |
| 7 septembre 2022 21h00 CEST | Dimarco 90e | Rapport | 41e de Ligt                     | Spectateurs : 58 951 Arbitrage : Clément Turpin Arbitre vidéo : Jérôme Brisard | Spectateurs : 58 951 Arbitrage : Clément Turpin Arbitre vidéo : Jérôme Brisard |

| 2e journée                   | Viktoria Plzeň                                     | 0 - 2   | Inter Milan                   | Doosan Arena, Plzeň                                                        |                                                                            |
| 13 septembre 2022 18h45 CEST |                                                    | (0 - 1) | 20e Džeko · 70e Dumfries      | Spectateurs : 11 252 Arbitrage : Sandro Schärer Arbitre vidéo : Fedayi San | Spectateurs : 11 252 Arbitrage : Sandro Schärer Arbitre vidéo : Fedayi San |
| 13 septembre 2022 18h45 CEST | Sýkora 12e · Kalvach 15e · Jemelka 22e · Bucha 61e | Rapport | 60e Bastoni · 78e Gagliardini | Spectateurs : 11 252 Arbitrage : Sandro Schärer Arbitre vidéo : Fedayi San | Spectateurs : 11 252 Arbitrage : Sandro Schärer Arbitre vidéo : Fedayi San |

| 2e journée                   | Bayern Munich              | 2 - 0   | FC Barcelone | Allianz Arena, Munich                                                          |                                                                                |
| 13 septembre 2022 21h00 CEST | Hernandez 50e · Sané 54e   | (0 - 0) |              | Spectateurs : 75 000 Arbitrage : Danny Makkelie Arbitre vidéo : Pol van Boekel | Spectateurs : 75 000 Arbitrage : Danny Makkelie Arbitre vidéo : Pol van Boekel |
| 13 septembre 2022 21h00 CEST | Sabitzer 19e · Kimmich 74e | Rapport | 48e Busquets | Spectateurs : 75 000 Arbitrage : Danny Makkelie Arbitre vidéo : Pol van Boekel | Spectateurs : 75 000 Arbitrage : Danny Makkelie Arbitre vidéo : Pol van Boekel |

| 3e journée                | Bayern Munich                                           | 5 - 0   | Viktoria Plzeň | Allianz Arena, Munich                                                                   |                                                                                         |
| 4 octobre 2022 18h45 CEST | Sané 7e 51e · Gnabry 13e · Mané 21e · Choupo-Moting 59e | (3 - 0) |                | Spectateurs : 75 000 Arbitrage : Nikola Dabanović Arbitre vidéo : Juan Martínez Munuera | Spectateurs : 75 000 Arbitrage : Nikola Dabanović Arbitre vidéo : Juan Martínez Munuera |
| 4 octobre 2022 18h45 CEST |                                                         | Rapport | 29e Chorý      | Spectateurs : 75 000 Arbitrage : Nikola Dabanović Arbitre vidéo : Juan Martínez Munuera | Spectateurs : 75 000 Arbitrage : Nikola Dabanović Arbitre vidéo : Juan Martínez Munuera |

| 3e journée                | Inter Milan                                                             | 1 - 0   | FC Barcelone            | Stade San Siro, Milan                                                         |                                                                               |
| 4 octobre 2022 21h00 CEST | Çalhanoğlu 45+2e                                                        | (1 - 0) |                         | Spectateurs : 71 368 Arbitrage : Slavko Vinčić Arbitre vidéo : Pol van Boekel | Spectateurs : 71 368 Arbitrage : Slavko Vinčić Arbitre vidéo : Pol van Boekel |
| 4 octobre 2022 21h00 CEST | Barella 23e · Çalhanoğlu 70e · Martínez 76e · Bastoni 88e · Onana 90+6e | Rapport | 60e Busquets · 76e Gavi | Spectateurs : 71 368 Arbitrage : Slavko Vinčić Arbitre vidéo : Pol van Boekel | Spectateurs : 71 368 Arbitrage : Slavko Vinčić Arbitre vidéo : Pol van Boekel |

| 4e journée                 | FC Barcelone                        | 3 - 3   | Inter Milan                                 | Camp Nou, Barcelone                                                                  |                                                                                      |
| 12 octobre 2022 21h00 CEST | Dembélé 40e · Lewandowski 82e 90+2e | (1 - 0) | 50e Barella · 63e Martínez · 89e Gosens     | Spectateurs : 92 302 Arbitrage : Szymon Marciniak Arbitre vidéo : Tomasz Kwiatkowski | Spectateurs : 92 302 Arbitrage : Szymon Marciniak Arbitre vidéo : Tomasz Kwiatkowski |
| 12 octobre 2022 21h00 CEST | Dembélé 78e                         | Rapport | 52e Martínez · 55e de Vrij · 84e Mkhitaryan | Spectateurs : 92 302 Arbitrage : Szymon Marciniak Arbitre vidéo : Tomasz Kwiatkowski | Spectateurs : 92 302 Arbitrage : Szymon Marciniak Arbitre vidéo : Tomasz Kwiatkowski |

| 4e journée                 | Viktoria Plzeň             | 2 - 4   | Bayern Munich                            | Doosan Arena, Plzeň                                                                |                                                                                    |
| 12 octobre 2022 21h00 CEST | Vlkanova 62e · Kliment 75e | (0 - 4) | 10e Mané · 14e Müller · 25e 35e Goretzka | Spectateurs : 11 326 Arbitrage : Bartosz Frankowski Arbitre vidéo : Pol van Boekel | Spectateurs : 11 326 Arbitrage : Bartosz Frankowski Arbitre vidéo : Pol van Boekel |
| 12 octobre 2022 21h00 CEST | Mosquera 78e               | Rapport | 64e Mazraoui · 90e Sabitzer              | Spectateurs : 11 326 Arbitrage : Bartosz Frankowski Arbitre vidéo : Pol van Boekel | Spectateurs : 11 326 Arbitrage : Bartosz Frankowski Arbitre vidéo : Pol van Boekel |

| 5e journée                 | Inter Milan                                 | 4 - 0   | Viktoria Plzeň               | Stade San Siro, Milan                                                           |                                                                                 |
| 26 octobre 2022 18h45 CEST | Mkhitaryan 35e · Džeko 42e 66e · Lukaku 87e | (2 - 0) |                              | Spectateurs : 71 849 Arbitrage : Andreas Ekberg Arbitre vidéo : Bastian Dankert | Spectateurs : 71 849 Arbitrage : Andreas Ekberg Arbitre vidéo : Bastian Dankert |
| 26 octobre 2022 18h45 CEST |                                             | Rapport | 45+1e Mosquera · 49e Pernica | Spectateurs : 71 849 Arbitrage : Andreas Ekberg Arbitre vidéo : Bastian Dankert | Spectateurs : 71 849 Arbitrage : Andreas Ekberg Arbitre vidéo : Bastian Dankert |

| 5e journée                 | FC Barcelone | 0 - 3   | Bayern Munich                               | Camp Nou, Barcelone                                                            |                                                                                |
| 26 octobre 2022 21h00 CEST |              | (0 - 2) | 10e Mané · 31e Choupo-Moting · 90+5e Pavard | Spectateurs : 84 016 Arbitrage : Anthony Taylor Arbitre vidéo : Stuart Attwell | Spectateurs : 84 016 Arbitrage : Anthony Taylor Arbitre vidéo : Stuart Attwell |
| 26 octobre 2022 21h00 CEST | Busquets 41e | Rapport | 16e Mazraoui · 23e Goretzka · 35e Upamecano | Spectateurs : 84 016 Arbitrage : Anthony Taylor Arbitre vidéo : Stuart Attwell | Spectateurs : 84 016 Arbitrage : Anthony Taylor Arbitre vidéo : Stuart Attwell |

| 6e journée                  | Bayern Munich                             | 2 - 0   | Inter Milan              | Allianz Arena, Munich                                                        |                                                                              |
| 1er novembre 2022 21h00 CET | Pavard 32e · Choupo-Moting 72e            | (1 - 0) |                          | Spectateurs : 75 000 Arbitrage : Ivan Kružliak Arbitre vidéo : Benoît Millot | Spectateurs : 75 000 Arbitrage : Ivan Kružliak Arbitre vidéo : Benoît Millot |
| 1er novembre 2022 21h00 CET | Sabitzer 38e · Kimmich 48e · Stanišić 88e | Rapport | 40e Gosens · 90e Carboni | Spectateurs : 75 000 Arbitrage : Ivan Kružliak Arbitre vidéo : Benoît Millot | Spectateurs : 75 000 Arbitrage : Ivan Kružliak Arbitre vidéo : Benoît Millot |

| 6e journée                  | Viktoria Plzeň       | 2 - 4   | FC Barcelone                           | Doosan Arena, Plzeň                                                           |                                                                               |
| 1er novembre 2022 21h00 CET | Chorý 51e (pen.) 63e | (0 - 2) | 6e Alonso · 44e 54e Torres · 75e Torre | Spectateurs : 11 258 Arbitrage : Radu Petrescu Arbitre vidéo : Marco Di Bello | Spectateurs : 11 258 Arbitrage : Radu Petrescu Arbitre vidéo : Marco Di Bello |
| 1er novembre 2022 21h00 CET | N'Diaye 47e          | Rapport | 42e Gavi · 50e Torre · 90+2e Torres    | Spectateurs : 11 258 Arbitrage : Radu Petrescu Arbitre vidéo : Marco Di Bello | Spectateurs : 11 258 Arbitrage : Radu Petrescu Arbitre vidéo : Marco Di Bello |

#### Groupe D
| Rang | Équipe                 | Pts | J | G | N | P | Bp | Bc | Diff |  | Résultats (▼ dom., ► ext.) |     |     |     |     |
| ---- | ---------------------- | --- | - | - | - | - | -- | -- | ---- |  | -------------------------- | --- | --- | --- | --- |
| 1    | Tottenham Hotspur      | 11  | 6 | 3 | 2 | 1 | 8  | 6  | +2   |  | Tottenham Hotspur          |     | 3-2 | 1-1 | 2-0 |
| 2    | Eintracht Francfort    | 10  | 6 | 3 | 1 | 2 | 7  | 8  | -1   |  | Eintracht Francfort        | 0-0 |     | 0-3 | 2-1 |
| 3    | Sporting CP            | 7   | 6 | 2 | 1 | 3 | 8  | 9  | -1   |  | Sporting CP                | 2-0 | 1-2 |     | 0-2 |
| 4    | Olympique de Marseille | 6   | 6 | 2 | 0 | 4 | 8  | 8  | 0    |  | Olympique de Marseille     | 1-2 | 0-1 | 4-1 |     |

| 1re journée                 | Eintracht Francfort    | 0 - 3   | Sporting CP                            | Deutsche Bank Park, Francfort-sur-le-Main                                     |                                                                               |
| 7 septembre 2022 18h45 CEST |                        | (0 - 0) | 65e Edwards · 67e Trincão · 82e Santos | Spectateurs : 50 500 Arbitrage : Orel Grinfeld Arbitre vidéo : Pol van Boekel | Spectateurs : 50 500 Arbitrage : Orel Grinfeld Arbitre vidéo : Pol van Boekel |
| 7 septembre 2022 18h45 CEST | Ndicka 38e · Jakić 55e | Rapport | 6e Morita                              | Spectateurs : 50 500 Arbitrage : Orel Grinfeld Arbitre vidéo : Pol van Boekel | Spectateurs : 50 500 Arbitrage : Orel Grinfeld Arbitre vidéo : Pol van Boekel |

| 1re journée                 | Tottenham Hotspur   | 2 - 0   | Olympique de Marseille  | Tottenham Hotspur Stadium, Londres                                             |                                                                                |
| 7 septembre 2022 21h00 CEST | Richarlison 76e 81e | (0 - 0) |                         | Spectateurs : 57 367 Arbitrage : Slavko Vinčić Arbitre vidéo : Bastian Dankert | Spectateurs : 57 367 Arbitrage : Slavko Vinčić Arbitre vidéo : Bastian Dankert |
| 7 septembre 2022 21h00 CEST | Dier 53e · Son 65e  | Rapport | 48e Mbemba · 48e Bailly | Spectateurs : 57 367 Arbitrage : Slavko Vinčić Arbitre vidéo : Bastian Dankert | Spectateurs : 57 367 Arbitrage : Slavko Vinčić Arbitre vidéo : Bastian Dankert |

| 2e journée                   | Sporting CP                | 2 - 0   | Tottenham Hotspur                          | Estádio José Alvalade, Lisbonne                                               |                                                                               |
| 13 septembre 2022 18h45 CEST | Paulinho 90e · Gomes 90+3e | (0 - 0) |                                            | Spectateurs : 39 899 Arbitrage : Srđan Jovanović Arbitre vidéo : Paolo Valeri | Spectateurs : 39 899 Arbitrage : Srđan Jovanović Arbitre vidéo : Paolo Valeri |
| 13 septembre 2022 18h45 CEST | Morita 63e · Reis 75e      | Rapport | 61e Bentancur · 81e Emerson · 84e Højbjerg | Spectateurs : 39 899 Arbitrage : Srđan Jovanović Arbitre vidéo : Paolo Valeri | Spectateurs : 39 899 Arbitrage : Srđan Jovanović Arbitre vidéo : Paolo Valeri |

| 2e journée                   | Olympique de Marseille | 0 - 1   | Eintracht Francfort | Stade Vélodrome, Marseille                                                                         | |
| 13 septembre 2022 21h00 CEST |                        | (0 - 1) | 43e Lindstrøm       | Spectateurs : 62 500 Arbitrage : José María Sánchez Martínez Arbitre vidéo : Juan Martínez Munuera | Spectateurs : 62 500 Arbitrage : José María Sánchez Martínez Arbitre vidéo : Juan Martínez Munuera |
| 13 septembre 2022 21h00 CEST | Ünder 82e              | Rapport | 37e Hasebe          | Spectateurs : 62 500 Arbitrage : José María Sánchez Martínez Arbitre vidéo : Juan Martínez Munuera | Spectateurs : 62 500 Arbitrage : José María Sánchez Martínez Arbitre vidéo : Juan Martínez Munuera |

| 3e journée                | Olympique de Marseille                             | 4 - 1   | Sporting CP                                        | Stade Vélodrome, Marseille                                              |                                                                         |
| 4 octobre 2022 18h45 CEST | Sánchez 13e · Harit 16e · Balerdi 28e · Mbemba 84e | (3 - 1) | 1re Trincão                                        | Spectateurs : 618 Arbitrage : Davide Massa Arbitre vidéo : Paolo Valeri | Spectateurs : 618 Arbitrage : Davide Massa Arbitre vidéo : Paolo Valeri |
| 4 octobre 2022 18h45 CEST | Veretout 43e                                       | Rapport | 23e Adán · 34e St. Juste · 40e Santos · 43e Esgaio | Spectateurs : 618 Arbitrage : Davide Massa Arbitre vidéo : Paolo Valeri | Spectateurs : 618 Arbitrage : Davide Massa Arbitre vidéo : Paolo Valeri |

| 3e journée                | Eintracht Francfort | 0 - 0   | Tottenham Hotspur                     | Deutsche Bank Park, Francfort-sur-le-Main                                           |                                                                                     |
| 4 octobre 2022 21h00 CEST |                     | (0 - 0) |                                       | Spectateurs : 50 500 Arbitrage : Daniele Orsato Arbitre vidéo : Massimiliano Irrati | Spectateurs : 50 500 Arbitrage : Daniele Orsato Arbitre vidéo : Massimiliano Irrati |
| 4 octobre 2022 21h00 CEST |                     | Rapport | 44e Højbjerg · 74e Lenglet · 84e Kane | Spectateurs : 50 500 Arbitrage : Daniele Orsato Arbitre vidéo : Massimiliano Irrati | Spectateurs : 50 500 Arbitrage : Daniele Orsato Arbitre vidéo : Massimiliano Irrati |

| 4e journée                 | Tottenham Hotspur                        | 3 - 2   | Eintracht Francfort                        | Tottenham Hotspur Stadium, Londres                                                             |                                                                                                |
| 12 octobre 2022 21h00 CEST | Son 20e 36e · Kane 28e (pen.)            | (3 - 1) | 14e Kamada · 87e Alidou                    | Spectateurs : 55 180 Arbitrage : Carlos del Cerro Grande Arbitre vidéo : Juan Martínez Munuera | Spectateurs : 55 180 Arbitrage : Carlos del Cerro Grande Arbitre vidéo : Juan Martínez Munuera |
| 12 octobre 2022 21h00 CEST | Dier 12e · Bentancur 40e · Sessegnon 84e | Rapport | 57e, 60e Tuta · 61e Hasebe · 90+1e Smolčić | Spectateurs : 55 180 Arbitrage : Carlos del Cerro Grande Arbitre vidéo : Juan Martínez Munuera | Spectateurs : 55 180 Arbitrage : Carlos del Cerro Grande Arbitre vidéo : Juan Martínez Munuera |

| 4e journée                 | Sporting CP                                                   | 0 - 2   | Olympique de Marseille             | Estádio José Alvalade, Lisbonne                                                                             | |
| 12 octobre 2022 21h00 CEST |                                                               | (0 - 2) | 20e (pen.) Guendouzi · 30e Sánchez | Spectateurs : 38 126 Arbitrage : Alejandro Hernández Hernández Arbitre vidéo : Ricardo de Burgos Bengoetxea | Spectateurs : 38 126 Arbitrage : Alejandro Hernández Hernández Arbitre vidéo : Ricardo de Burgos Bengoetxea |
| 12 octobre 2022 21h00 CEST | Esgaio 16e, 19e · Ugarte 54e · Gonçalves 60e, 60e · Porro 74e | Rapport | 8e Guendouzi · 43e Bailly          | Spectateurs : 38 126 Arbitrage : Alejandro Hernández Hernández Arbitre vidéo : Ricardo de Burgos Bengoetxea | Spectateurs : 38 126 Arbitrage : Alejandro Hernández Hernández Arbitre vidéo : Ricardo de Burgos Bengoetxea |

| 5e journée                 | Tottenham Hotspur | 1 - 1   | Sporting CP             | Tottenham Hotspur Stadium, Londres                                             |                                                                                |
| 26 octobre 2022 21h00 CEST | Bentancur 80e     | (0 - 1) | 22e Edwards             | Spectateurs : 59 588 Arbitrage : Danny Makkelie Arbitre vidéo : Pol van Boekel | Spectateurs : 59 588 Arbitrage : Danny Makkelie Arbitre vidéo : Pol van Boekel |
| 26 octobre 2022 21h00 CEST | Romero 67e        | Rapport | 41e Coates · 83e Ugarte | Spectateurs : 59 588 Arbitrage : Danny Makkelie Arbitre vidéo : Pol van Boekel | Spectateurs : 59 588 Arbitrage : Danny Makkelie Arbitre vidéo : Pol van Boekel |

| 5e journée                 | Eintracht Francfort                            | 2 - 1   | Olympique de Marseille                  | Deutsche Bank Park, Francfort-sur-le-Main                                                |                                                                                          |
| 26 octobre 2022 21h00 CEST | Kamada 3e · Kolo Muani 27e                     | (2 - 1) | 22e Guendouzi                           | Spectateurs : 48 700 Arbitrage : Jesús Gil Manzano Arbitre vidéo : Juan Martínez Munuera | Spectateurs : 48 700 Arbitrage : Jesús Gil Manzano Arbitre vidéo : Juan Martínez Munuera |
| 26 octobre 2022 21h00 CEST | Kolo Muani 54e · Smolčić 57e · Dina-Ebimbe 75e | Rapport | 25e Tavares · 40e Veretout · 86e Suárez | Spectateurs : 48 700 Arbitrage : Jesús Gil Manzano Arbitre vidéo : Juan Martínez Munuera | Spectateurs : 48 700 Arbitrage : Jesús Gil Manzano Arbitre vidéo : Juan Martínez Munuera |

| 6e journée                  | Sporting CP                              | 1 - 2   | Eintracht Francfort                                | Estádio José Alvalade, Lisbonne                                                      |                                                                                      |
| 1er novembre 2022 21h00 CET | Gomes 39e                                | (1 - 0) | 62e (pen.) Kamada · 72e Kolo Muani                 | Spectateurs : 41 744 Arbitrage : Slavko Vinčić Arbitre vidéo : Juan Martínez Munuera | Spectateurs : 41 744 Arbitrage : Slavko Vinčić Arbitre vidéo : Juan Martínez Munuera |
| 1er novembre 2022 21h00 CET | Reis 35e · Paulinho 45+2e · Inácio 90+3e | Rapport | 7e Jakić · 14e Kamada · 58e Sow · 90+3e Pellegrini | Spectateurs : 41 744 Arbitrage : Slavko Vinčić Arbitre vidéo : Juan Martínez Munuera | Spectateurs : 41 744 Arbitrage : Slavko Vinčić Arbitre vidéo : Juan Martínez Munuera |

| 6e journée                  | Olympique de Marseille | 1 - 2   | Tottenham Hotspur            | Stade Vélodrome, Marseille                                                           |                                                                                      |
| 1er novembre 2022 21h00 CET | Mbemba 45+2e           | (1 - 0) | 54e Lenglet · 90+5e Højbjerg | Spectateurs : 50 768 Arbitrage : Szymon Marciniak Arbitre vidéo : Tomasz Kwiatkowski | Spectateurs : 50 768 Arbitrage : Szymon Marciniak Arbitre vidéo : Tomasz Kwiatkowski |
| 1er novembre 2022 21h00 CET | Balerdi 76e            | Rapport | 57e Lenglet · 90+1e Højbjerg | Spectateurs : 50 768 Arbitrage : Szymon Marciniak Arbitre vidéo : Tomasz Kwiatkowski | Spectateurs : 50 768 Arbitrage : Szymon Marciniak Arbitre vidéo : Tomasz Kwiatkowski |

#### Groupe E
| Rang | Équipe        | Pts | J | G | N | P | Bp | Bc | Diff |  | Résultats (▼ dom., ► ext.) |     |     |     |     |
| ---- | ------------- | --- | - | - | - | - | -- | -- | ---- |  | -------------------------- | --- | --- | --- | --- |
| 1    | Chelsea FC    | 13  | 6 | 4 | 1 | 1 | 10 | 4  | +6   |  | Chelsea FC                 |     | 3-0 | 1-1 | 2-1 |
| 2    | AC Milan      | 10  | 6 | 3 | 1 | 2 | 12 | 7  | +5   |  | AC Milan                   | 0-2 |     | 4-0 | 3-1 |
| 3    | RB Salzbourg  | 6   | 6 | 1 | 3 | 2 | 5  | 9  | -4   |  | RB Salzbourg               | 1-2 | 1-1 |     | 1-0 |
| 4    | Dinamo Zagreb | 4   | 6 | 1 | 1 | 4 | 4  | 11 | -7   |  | Dinamo Zagreb              | 1-0 | 0-4 | 1-1 |     |

| 1re journée                 | Dinamo Zagreb  | 1 - 0   | Chelsea FC                | Stade Maksimir, Zagreb                                                      |                                                                             |
| 6 septembre 2022 18h45 CEST | Oršić 13e      | (1 - 0) |                           | Spectateurs : 20 607 Arbitrage : István Kovács Arbitre vidéo : Paolo Valeri | Spectateurs : 20 607 Arbitrage : István Kovács Arbitre vidéo : Paolo Valeri |
| 6 septembre 2022 18h45 CEST | Baturina 90+6e | Rapport | 58e Mount · 67e Koulibaly | Spectateurs : 20 607 Arbitrage : István Kovács Arbitre vidéo : Paolo Valeri | Spectateurs : 20 607 Arbitrage : István Kovács Arbitre vidéo : Paolo Valeri |

| 1re journée                 | RB Salzbourg                    | 1 - 1   | AC Milan                                           | Red Bull Arena, Salzbourg                                                      |                                                                                |
| 6 septembre 2022 21h00 CEST | Okafor 28e                      | (1 - 1) | 40e Saelemaekers                                   | Spectateurs : 29 520 Arbitrage : Srđan Jovanović Arbitre vidéo : Benoît Millot | Spectateurs : 29 520 Arbitrage : Srđan Jovanović Arbitre vidéo : Benoît Millot |
| 6 septembre 2022 21h00 CEST | Capaldo 17e · Gourna-Douath 68e | Rapport | 39e Tomori · 44e Calabria · 89e Díaz · 90+2e Origi | Spectateurs : 29 520 Arbitrage : Srđan Jovanović Arbitre vidéo : Benoît Millot | Spectateurs : 29 520 Arbitrage : Srđan Jovanović Arbitre vidéo : Benoît Millot |

| 2e journée                   | AC Milan                                          | 3 - 1   | Dinamo Zagreb         | Stade San Siro, Milan                                                                    |                                                                                          |
| 14 septembre 2022 18h45 CEST | Giroud 45e (pen.) · Saelemaekers 47e · Pobega 77e | (1 - 0) | 56e Oršić             | Spectateurs : 61 341 Arbitrage : Jesús Gil Manzano Arbitre vidéo : Juan Martínez Munuera | Spectateurs : 61 341 Arbitrage : Jesús Gil Manzano Arbitre vidéo : Juan Martínez Munuera |
| 14 septembre 2022 18h45 CEST |                                                   | Rapport | 74e Oršić · 90e Marin | Spectateurs : 61 341 Arbitrage : Jesús Gil Manzano Arbitre vidéo : Juan Martínez Munuera | Spectateurs : 61 341 Arbitrage : Jesús Gil Manzano Arbitre vidéo : Juan Martínez Munuera |

| 2e journée                   | Chelsea FC   | 1 - 1   | RB Salzbourg                                       | Stamford Bridge, Londres                                                          |                                                                                   |
| 14 septembre 2022 21h00 CEST | Sterling 48e | (0 - 0) | 75e Okafor                                         | Spectateurs : 38 818 Arbitrage : Ivan Kružliak Arbitre vidéo : Tomasz Kwiatkowski | Spectateurs : 38 818 Arbitrage : Ivan Kružliak Arbitre vidéo : Tomasz Kwiatkowski |
| 14 septembre 2022 21h00 CEST | James 79e    | Rapport | 76e Adamu · 77e Pavlović · 78e Ulmer · 89e Capaldo | Spectateurs : 38 818 Arbitrage : Ivan Kružliak Arbitre vidéo : Tomasz Kwiatkowski | Spectateurs : 38 818 Arbitrage : Ivan Kružliak Arbitre vidéo : Tomasz Kwiatkowski |

| 3e journée                | RB Salzbourg      | 1 - 0   | Dinamo Zagreb                              | Red Bull Arena, Salzbourg                                                       |                                                                                 |
| 5 octobre 2022 18h45 CEST | Okafor 71e (pen.) | (0 - 0) |                                            | Spectateurs : 28 864 Arbitrage : Andris Treimanis Arbitre vidéo : Tiago Martins | Spectateurs : 28 864 Arbitrage : Andris Treimanis Arbitre vidéo : Tiago Martins |
| 5 octobre 2022 18h45 CEST |                   | Rapport | 27e Petković · 68e Moharrami · 90+5e Ademi | Spectateurs : 28 864 Arbitrage : Andris Treimanis Arbitre vidéo : Tiago Martins | Spectateurs : 28 864 Arbitrage : Andris Treimanis Arbitre vidéo : Tiago Martins |

| 3e journée                | Chelsea FC                              | 3 - 0   | AC Milan                                 | Stamford Bridge, Londres                                                      |                                                                               |
| 5 octobre 2022 21h00 CEST | Fofana 24e · Aubameyang 56e · James 62e | (1 - 0) |                                          | Spectateurs : 39 537 Arbitrage : Danny Makkelie Arbitre vidéo : Dennis Higler | Spectateurs : 39 537 Arbitrage : Danny Makkelie Arbitre vidéo : Dennis Higler |
| 5 octobre 2022 21h00 CEST | Kovačić 39e · Silva 71e                 | Rapport | 8e Krunić · 15e Ballo-Touré · 42e Tomori | Spectateurs : 39 537 Arbitrage : Danny Makkelie Arbitre vidéo : Dennis Higler | Spectateurs : 39 537 Arbitrage : Danny Makkelie Arbitre vidéo : Dennis Higler |

| 4e journée                 | Dinamo Zagreb | 1 - 1   | RB Salzbourg               | Stade Maksimir, Zagreb                                                            |                                                                                   |
| 11 octobre 2022 21h00 CEST | Ljubičić 40e  | (1 - 1) | 12e Seiwald                | Spectateurs : 20 779 Arbitrage : Tobias Stieler Arbitre vidéo : Christian Dingert | Spectateurs : 20 779 Arbitrage : Tobias Stieler Arbitre vidéo : Christian Dingert |
| 11 octobre 2022 21h00 CEST | Ivanušec 52e  | Rapport | 90e Pavlović · 90+3e Sučić | Spectateurs : 20 779 Arbitrage : Tobias Stieler Arbitre vidéo : Christian Dingert | Spectateurs : 20 779 Arbitrage : Tobias Stieler Arbitre vidéo : Christian Dingert |

| 4e journée                 | AC Milan                                                                                      | 0 - 2   | Chelsea FC                               | Stade San Siro, Milan                                                       |                                                                             |
| 11 octobre 2022 21h00 CEST |                                                                                               | (0 - 2) | 21e (pen.) Jorginho · 34e Aubameyang     | Spectateurs : 75 051 Arbitrage : Daniel Siebert Arbitre vidéo : Marco Fritz | Spectateurs : 75 051 Arbitrage : Daniel Siebert Arbitre vidéo : Marco Fritz |
| 11 octobre 2022 21h00 CEST | Tomori 18e · Giroud 20e · Gabbia 33e · Krunić 36e · Pobega 66e · Tonali 89e · Ballo-Touré 90e | Rapport | 20e Mount · 29e Sterling · 86e Gallagher | Spectateurs : 75 051 Arbitrage : Daniel Siebert Arbitre vidéo : Marco Fritz | Spectateurs : 75 051 Arbitrage : Daniel Siebert Arbitre vidéo : Marco Fritz |

| 5e journée                 | RB Salzbourg | 1 - 2   | Chelsea FC                         | Red Bull Arena, Salzbourg                                                  |                                                                            |
| 25 octobre 2022 18h45 CEST | Adamu 48e    | (0 - 1) | 23e Kovačić · 64e Havertz          | Spectateurs : 29 520 Arbitrage : Sandro Schärer Arbitre vidéo : Fedayi San | Spectateurs : 29 520 Arbitrage : Sandro Schärer Arbitre vidéo : Fedayi San |
| 25 octobre 2022 18h45 CEST | Sučić 47e    | Rapport | 85e Gallagher · 90+2e Arrizabalaga | Spectateurs : 29 520 Arbitrage : Sandro Schärer Arbitre vidéo : Fedayi San | Spectateurs : 29 520 Arbitrage : Sandro Schärer Arbitre vidéo : Fedayi San |

| 5e journée                 | Dinamo Zagreb            | 0 - 4   | AC Milan                                                       | Stade Maksimir, Zagreb                                                               |                                                                                      |
| 25 octobre 2022 21h00 CEST |                          | (0 - 1) | 39e Gabbia · 49e Leão · 59e (pen.) Giroud · 69e (csc) Ljubičić | Spectateurs : 20 572 Arbitrage : Szymon Marciniak Arbitre vidéo : Tomasz Kwiatkowski | Spectateurs : 20 572 Arbitrage : Szymon Marciniak Arbitre vidéo : Tomasz Kwiatkowski |
| 25 octobre 2022 21h00 CEST | Ademi 43e · Ljubičić 58e | Rapport | 46e De Ketelaere                                               | Spectateurs : 20 572 Arbitrage : Szymon Marciniak Arbitre vidéo : Tomasz Kwiatkowski | Spectateurs : 20 572 Arbitrage : Szymon Marciniak Arbitre vidéo : Tomasz Kwiatkowski |

| 6e journée                | Chelsea FC                 | 2 - 1   | Dinamo Zagreb                            | Stamford Bridge, Londres                                                          |                                                                                   |
| 2 novembre 2022 21h00 CET | Sterling 18e · Zakaria 30e | (2 - 1) | 7e Petković                              | Spectateurs : 39 392 Arbitrage : François Letexier Arbitre vidéo : Jérôme Brisard | Spectateurs : 39 392 Arbitrage : François Letexier Arbitre vidéo : Jérôme Brisard |
| 2 novembre 2022 21h00 CET | Koulibaly 39e              | Rapport | 22e Mišić · 54e Ivanušec · 89e Moharrami | Spectateurs : 39 392 Arbitrage : François Letexier Arbitre vidéo : Jérôme Brisard | Spectateurs : 39 392 Arbitrage : François Letexier Arbitre vidéo : Jérôme Brisard |

| 6e journée                | AC Milan                                    | 4 - 0   | RB Salzbourg                   | Stade San Siro, Milan                                                                              | |
| 2 novembre 2022 21h00 CET | Giroud 14e 57e · Krunić 46e · Messias 90+1e | (1 - 0) |                                | Spectateurs : 74 292 Arbitrage : Antonio Mateu Lahoz Arbitre vidéo : Alejandro Hernández Hernández | Spectateurs : 74 292 Arbitrage : Antonio Mateu Lahoz Arbitre vidéo : Alejandro Hernández Hernández |
| 2 novembre 2022 21h00 CET |                                             | Rapport | 44e Okafor · 61e Gourna-Douath | Spectateurs : 74 292 Arbitrage : Antonio Mateu Lahoz Arbitre vidéo : Alejandro Hernández Hernández | Spectateurs : 74 292 Arbitrage : Antonio Mateu Lahoz Arbitre vidéo : Alejandro Hernández Hernández |

#### Groupe F
| Rang | Équipe           | Pts | J | G | N | P | Bp | Bc | Diff |  | Résultats (▼ dom., ► ext.) |     |     |     |     |
| ---- | ---------------- | --- | - | - | - | - | -- | -- | ---- |  | -------------------------- | --- | --- | --- | --- |
| 1    | Real Madrid      | 13  | 6 | 4 | 1 | 1 | 15 | 6  | +9   |  | Real Madrid                |     | 2-0 | 2-1 | 5-1 |
| 2    | RB Leipzig       | 12  | 6 | 4 | 0 | 2 | 13 | 9  | +4   |  | RB Leipzig                 | 3-2 |     | 1-4 | 3-1 |
| 3    | Chakhtar Donetsk | 6   | 6 | 1 | 3 | 2 | 8  | 10 | -2   |  | Chakhtar Donetsk           | 1-1 | 0-4 |     | 1-1 |
| 4    | Celtic FC        | 2   | 6 | 0 | 2 | 4 | 4  | 15 | -11  |  | Celtic FC                  | 0-3 | 0-2 | 1-1 |     |

| 1re journée                 | Celtic FC | 0 - 3   | Real Madrid                            | Celtic Park, Glasgow                                                       |                                                                            |
| 6 septembre 2022 21h00 CEST |           | (0 - 0) | 56e Vinícius · 60e Modrić · 77e Hazard | Spectateurs : 57 057 Arbitrage : Sandro Schärer Arbitre vidéo : Fedayi San | Spectateurs : 57 057 Arbitrage : Sandro Schärer Arbitre vidéo : Fedayi San |
| 6 septembre 2022 21h00 CEST | Maeda 64e | Rapport |                                        | Spectateurs : 57 057 Arbitrage : Sandro Schärer Arbitre vidéo : Fedayi San | Spectateurs : 57 057 Arbitrage : Sandro Schärer Arbitre vidéo : Fedayi San |

| 1re journée                 | RB Leipzig  | 1 - 4   | Chakhtar Donetsk                                        | Red Bull Arena, Leipzig                                                      |                                                                              |
| 6 septembre 2022 21h00 CEST | Simakan 57e | (0 - 1) | 16e 58e Chved · 76e Moudryk · 85e Traoré                | Spectateurs : 41 591 Arbitrage : João Pinheiro Arbitre vidéo : Tiago Martins | Spectateurs : 41 591 Arbitrage : João Pinheiro Arbitre vidéo : Tiago Martins |
| 6 septembre 2022 21h00 CEST | Simakan 61e | Rapport | 50e Konoplia · 60e Troubine · 61e Moudryk · 90e Đurasek | Spectateurs : 41 591 Arbitrage : João Pinheiro Arbitre vidéo : Tiago Martins | Spectateurs : 41 591 Arbitrage : João Pinheiro Arbitre vidéo : Tiago Martins |

| 2e journée                   | Chakhtar Donetsk | 1 - 1   | Celtic FC            | Stade du maréchal Józef Piłsudski, Varsovie ( Pologne)                      |                                                                             |
| 14 septembre 2022 18h45 CEST | Moudryk 29e      | (1 - 1) | 10e (csc) Bondarenko | Spectateurs : 20 697 Arbitrage : Glenn Nyberg Arbitre vidéo : Dennis Higler | Spectateurs : 20 697 Arbitrage : Glenn Nyberg Arbitre vidéo : Dennis Higler |
| 14 septembre 2022 18h45 CEST |                  | Rapport | 52e Jenz             | Spectateurs : 20 697 Arbitrage : Glenn Nyberg Arbitre vidéo : Dennis Higler | Spectateurs : 20 697 Arbitrage : Glenn Nyberg Arbitre vidéo : Dennis Higler |

| 2e journée                   | Real Madrid                  | 2 - 0   | RB Leipzig                                | Stade Santiago-Bernabéu, Madrid                                                       |                                                                                       |
| 14 septembre 2022 21h00 CEST | Valverde 80e · Asensio 90+1e | (0 - 0) |                                           | Spectateurs : 54 289 Arbitrage : Maurizio Mariani Arbitre vidéo : Massimiliano Irrati | Spectateurs : 54 289 Arbitrage : Maurizio Mariani Arbitre vidéo : Massimiliano Irrati |
| 14 septembre 2022 21h00 CEST | Carvajal 84e                 | Rapport | 73e Haidara · 82e Nkunku · 90+1e Schlager | Spectateurs : 54 289 Arbitrage : Maurizio Mariani Arbitre vidéo : Massimiliano Irrati | Spectateurs : 54 289 Arbitrage : Maurizio Mariani Arbitre vidéo : Massimiliano Irrati |

| 3e journée                | RB Leipzig                 | 3 - 1   | Celtic FC   | Red Bull Arena, Leipzig                                                         |                                                                                 |
| 5 octobre 2022 18h45 CEST | Nkunku 27e · Silva 64e 77e | (1 - 0) | 47e Jota    | Spectateurs : 45 228 Arbitrage : Espen Eskås Arbitre vidéo : Tomasz Kwiatkowski | Spectateurs : 45 228 Arbitrage : Espen Eskås Arbitre vidéo : Tomasz Kwiatkowski |
| 5 octobre 2022 18h45 CEST | Kampl 54e                  | Rapport | 59e O'Riley | Spectateurs : 45 228 Arbitrage : Espen Eskås Arbitre vidéo : Tomasz Kwiatkowski | Spectateurs : 45 228 Arbitrage : Espen Eskås Arbitre vidéo : Tomasz Kwiatkowski |

| 3e journée                | Real Madrid                | 2 - 1   | Chakhtar Donetsk           | Stade Santiago-Bernabéu, Madrid                                                    |                                                                                    |
| 5 octobre 2022 21h00 CEST | Rodrygo 13e · Vinícius 28e | (2 - 1) | 39e Zoubkov                | Spectateurs : 56 011 Arbitrage : Ivan Kružliak Arbitre vidéo : Massimiliano Irrati | Spectateurs : 56 011 Arbitrage : Ivan Kružliak Arbitre vidéo : Massimiliano Irrati |
| 5 octobre 2022 21h00 CEST |                            | Rapport | 55e Bondar · 90+2e Moudryk | Spectateurs : 56 011 Arbitrage : Ivan Kružliak Arbitre vidéo : Massimiliano Irrati | Spectateurs : 56 011 Arbitrage : Ivan Kružliak Arbitre vidéo : Massimiliano Irrati |

| 4e journée                 | Chakhtar Donetsk              | 1 - 1   | Real Madrid   | Stade du maréchal Józef Piłsudski, Varsovie ( Pologne)                        |                                                                               |
| 11 octobre 2022 21h00 CEST | Zoubkov 46e                   | (0 - 0) | 90+5e Rüdiger | Spectateurs : 29 030 Arbitrage : Orel Grinfeld Arbitre vidéo : Marco Di Bello | Spectateurs : 29 030 Arbitrage : Orel Grinfeld Arbitre vidéo : Marco Di Bello |
| 11 octobre 2022 21h00 CEST | Konoplia 16e · Bondarenko 88e | Rapport | 90e Kroos     | Spectateurs : 29 030 Arbitrage : Orel Grinfeld Arbitre vidéo : Marco Di Bello | Spectateurs : 29 030 Arbitrage : Orel Grinfeld Arbitre vidéo : Marco Di Bello |

| 4e journée                 | Celtic FC                    | 0 - 2   | RB Leipzig                | Celtic Park, Glasgow                                                                  |                                                                                       |
| 11 octobre 2022 21h00 CEST |                              | (0 - 0) | 75e Werner · 84e Forsberg | Spectateurs : 57 565 Arbitrage : Halil Umut Meler Arbitre vidéo : Massimiliano Iratti | Spectateurs : 57 565 Arbitrage : Halil Umut Meler Arbitre vidéo : Massimiliano Iratti |
| 11 octobre 2022 21h00 CEST | Hatate 34e · Juranović 90+1e | Rapport |                           | Spectateurs : 57 565 Arbitrage : Halil Umut Meler Arbitre vidéo : Massimiliano Iratti | Spectateurs : 57 565 Arbitrage : Halil Umut Meler Arbitre vidéo : Massimiliano Iratti |

| 5e journée                 | Celtic FC       | 1 - 1   | Chakhtar Donetsk                                          | Celtic Park, Glasgow                                                            |                                                                                 |
| 25 octobre 2022 21h00 CEST | Giakoumákis 34e | (1 - 0) | 58e Moudryk                                               | Spectateurs : 57 478 Arbitrage : Serdar Gözübüyük Arbitre vidéo : Dennis Higler | Spectateurs : 57 478 Arbitrage : Serdar Gözübüyük Arbitre vidéo : Dennis Higler |
| 25 octobre 2022 21h00 CEST |                 | Rapport | 31e Matvienko · 50e Bondar · 56e Stepanenko · 90e Zoubkov | Spectateurs : 57 478 Arbitrage : Serdar Gözübüyük Arbitre vidéo : Dennis Higler | Spectateurs : 57 478 Arbitrage : Serdar Gözübüyük Arbitre vidéo : Dennis Higler |

| 5e journée                 | RB Leipzig                             | 3 - 2   | Real Madrid                         | Red Bull Arena, Leipzig                                                      |                                                                              |
| 25 octobre 2022 21h00 CEST | Gvardiol 13e · Nkunku 18e · Werner 81e | (2 - 1) | 44e Vinícius · 90+3e (pen.) Rodrygo | Spectateurs : 45 228 Arbitrage : Daniele Orsato Arbitre vidéo : Paolo Valeri | Spectateurs : 45 228 Arbitrage : Daniele Orsato Arbitre vidéo : Paolo Valeri |
| 25 octobre 2022 21h00 CEST |                                        | Rapport | 49e Vázquez                         | Spectateurs : 45 228 Arbitrage : Daniele Orsato Arbitre vidéo : Paolo Valeri | Spectateurs : 45 228 Arbitrage : Daniele Orsato Arbitre vidéo : Paolo Valeri |

| 6e journée                | Real Madrid                                                                       | 5 - 1   | Celtic FC                   | Stade Santiago-Bernabéu, Madrid                                                   |                                                                                   |
| 2 novembre 2022 18h45 CET | Modrić 6e (pen.) · Rodrygo 21e (pen.) · Asensio 51e · Vinícius 61e · Valverde 71e | (2 - 0) | 84e Jota                    | Spectateurs : 52 511 Arbitrage : Stéphanie Frappart Arbitre vidéo : Benoît Millot | Spectateurs : 52 511 Arbitrage : Stéphanie Frappart Arbitre vidéo : Benoît Millot |
| 2 novembre 2022 18h45 CET |                                                                                   | Rapport | 20e O'Riley · 48e Furuhashi | Spectateurs : 52 511 Arbitrage : Stéphanie Frappart Arbitre vidéo : Benoît Millot | Spectateurs : 52 511 Arbitrage : Stéphanie Frappart Arbitre vidéo : Benoît Millot |

| 6e journée                | Chakhtar Donetsk                              | 0 - 4   | RB Leipzig                                                 | Stade du maréchal Józef Piłsudski, Varsovie ( Pologne)                         |                                                                                |
| 2 novembre 2022 18h45 CET |                                               | (0 - 1) | 10e Nkunku · 50e Silva · 62e Szoboszlai · 68e (csc) Bondar | Spectateurs : 26 045 Arbitrage : Michael Oliver Arbitre vidéo : Chris Kavanagh | Spectateurs : 26 045 Arbitrage : Michael Oliver Arbitre vidéo : Chris Kavanagh |
| 2 novembre 2022 18h45 CET | Mykhaïlytchenko 24e · Taylor 66e · Sikane 89e | Rapport |                                                            | Spectateurs : 26 045 Arbitrage : Michael Oliver Arbitre vidéo : Chris Kavanagh | Spectateurs : 26 045 Arbitrage : Michael Oliver Arbitre vidéo : Chris Kavanagh |

#### Groupe G
| Rang | Équipe            | Pts | J | G | N | P | Bp | Bc | Diff |  | Résultats (▼ dom., ► ext.) |     |     |     |     |
| ---- | ----------------- | --- | - | - | - | - | -- | -- | ---- |  | -------------------------- | --- | --- | --- | --- |
| 1    | Manchester City   | 14  | 6 | 4 | 2 | 0 | 14 | 2  | +12  |  | Manchester City            |     | 2-1 | 3-1 | 5-0 |
| 2    | Borussia Dortmund | 9   | 6 | 2 | 3 | 1 | 10 | 5  | +5   |  | Borussia Dortmund          | 0-0 |     | 1-1 | 3-0 |
| 3    | Séville FC        | 5   | 6 | 1 | 2 | 3 | 6  | 12 | -6   |  | Séville FC                 | 0-4 | 1-4 |     | 3-0 |
| 4    | FC Copenhague     | 3   | 6 | 0 | 3 | 3 | 1  | 12 | -11  |  | FC Copenhague              | 0-0 | 1-1 | 0-0 |     |

| 1re journée                 | Borussia Dortmund                         | 3 - 0   | FC Copenhague                | Signal Iduna Park, Dortmund                                                      |                                                                                  |
| 6 septembre 2022 18h45 CEST | Reus 35e · Guerreiro 42e · Bellingham 83e | (2 - 0) |                              | Spectateurs : 70 700 Arbitrage : François Letexier Arbitre vidéo : Willy Delajod | Spectateurs : 70 700 Arbitrage : François Letexier Arbitre vidéo : Willy Delajod |
| 6 septembre 2022 18h45 CEST |                                           | Rapport | 27e Khocholava · 61e Lerager | Spectateurs : 70 700 Arbitrage : François Letexier Arbitre vidéo : Willy Delajod | Spectateurs : 70 700 Arbitrage : François Letexier Arbitre vidéo : Willy Delajod |

| 1re journée                 | Séville FC | 0 - 4   | Manchester City                          | Stade Ramón-Sánchez-Pizjuán, Séville                                              |                                                                                   |
| 6 septembre 2022 21h00 CEST |            | (0 - 1) | 20e 67e Haaland · 58e Foden · 90+2e Dias | Spectateurs : 38 764 Arbitrage : Davide Massa Arbitre vidéo : Massimiliano Irrati | Spectateurs : 38 764 Arbitrage : Davide Massa Arbitre vidéo : Massimiliano Irrati |
| 6 septembre 2022 21h00 CEST | Mir 89e    | Rapport |                                          | Spectateurs : 38 764 Arbitrage : Davide Massa Arbitre vidéo : Massimiliano Irrati | Spectateurs : 38 764 Arbitrage : Davide Massa Arbitre vidéo : Massimiliano Irrati |

| 2e journée                   | Manchester City          | 2 - 1   | Borussia Dortmund                     | City of Manchester Stadium, Manchester                                         |                                                                                |
| 14 septembre 2022 21h00 CEST | Stones 80e · Haaland 84e | (0 - 0) | 56e Bellingham                        | Spectateurs : 50 441 Arbitrage : Daniele Orsato Arbitre vidéo : Marco di Bello | Spectateurs : 50 441 Arbitrage : Daniele Orsato Arbitre vidéo : Marco di Bello |
| 14 septembre 2022 21h00 CEST | Rodri 53e · Foden 90+4e  | Rapport | 79e Malen · 88e Özcan · 90+4e Meunier | Spectateurs : 50 441 Arbitrage : Daniele Orsato Arbitre vidéo : Marco di Bello | Spectateurs : 50 441 Arbitrage : Daniele Orsato Arbitre vidéo : Marco di Bello |

| 2e journée                   | FC Copenhague                            | 0 - 0   | Séville FC               | Parken Stadium, Copenhague                                                   |                                                                              |
| 14 septembre 2022 21h00 CEST |                                          | (0 - 0) |                          | Spectateurs : 34 910 Arbitrage : Irfan Peljto Arbitre vidéo : Stuart Attwell | Spectateurs : 34 910 Arbitrage : Irfan Peljto Arbitre vidéo : Stuart Attwell |
| 14 septembre 2022 21h00 CEST | Daramy 11e · Claesson 58e · Stamenic 82e | Rapport | 75e Jordán · 90+4e Ángel | Spectateurs : 34 910 Arbitrage : Irfan Peljto Arbitre vidéo : Stuart Attwell | Spectateurs : 34 910 Arbitrage : Irfan Peljto Arbitre vidéo : Stuart Attwell |

| 3e journée                | Manchester City                                                         | 5 - 0   | FC Copenhague | City of Manchester Stadium, Manchester                                          |                                                                                 |
| 5 octobre 2022 21h00 CEST | Haaland 7e 32e · Khocholava 39e (csc) · Mahrez 55e (pen.) · Álvarez 76e | (3 - 0) |               | Spectateurs : 51 765 Arbitrage : Donatas Rumšas Arbitre vidéo : Bastian Dankert | Spectateurs : 51 765 Arbitrage : Donatas Rumšas Arbitre vidéo : Bastian Dankert |
| 5 octobre 2022 21h00 CEST |                                                                         | Rapport | 54e Stamenic  | Spectateurs : 51 765 Arbitrage : Donatas Rumšas Arbitre vidéo : Bastian Dankert | Spectateurs : 51 765 Arbitrage : Donatas Rumšas Arbitre vidéo : Bastian Dankert |

| 3e journée                | Séville FC                                           | 1 - 4   | Borussia Dortmund                                        | Stade Ramón-Sánchez-Pizjuán, Séville                                             |                                                                                  |
| 5 octobre 2022 21h00 CEST | En-Nesyri 51e                                        | (0 - 3) | 6e Guerreiro · 41e Bellingham · 43e Adeyemi · 75e Brandt | Spectateurs : 34 598 Arbitrage : Maurizio Mariani Arbitre vidéo : Marco Di Bello | Spectateurs : 34 598 Arbitrage : Maurizio Mariani Arbitre vidéo : Marco Di Bello |
| 5 octobre 2022 21h00 CEST | Gudelj 3e · En-Nesyri 22e · Lamela 69e · Salas 90+1e | Rapport | 71e Özcan                                                | Spectateurs : 34 598 Arbitrage : Maurizio Mariani Arbitre vidéo : Marco Di Bello | Spectateurs : 34 598 Arbitrage : Maurizio Mariani Arbitre vidéo : Marco Di Bello |

| 4e journée                 | FC Copenhague                  | 0 - 0   | Manchester City        | Parken Stadium, Copenhague                                                       |                                                                                  |
| 11 octobre 2022 18h45 CEST |                                | (0 - 0) |                        | Spectateurs : 35 447 Arbitrage : Artur Soares Dias Arbitre vidéo : Benoît Millot | Spectateurs : 35 447 Arbitrage : Artur Soares Dias Arbitre vidéo : Benoît Millot |
| 11 octobre 2022 18h45 CEST | Lund Jensen 35e · Stamenic 82e | Rapport | 30e Gómez · 90+2e Dias | Spectateurs : 35 447 Arbitrage : Artur Soares Dias Arbitre vidéo : Benoît Millot | Spectateurs : 35 447 Arbitrage : Artur Soares Dias Arbitre vidéo : Benoît Millot |

| 4e journée                 | Borussia Dortmund | 1 - 1   | Séville FC                            | Signal Iduna Park, Dortmund                                                  |                                                                              |
| 11 octobre 2022 21h00 CEST | Bellingham 35e    | (1 - 1) | 18e Kouassi                           | Spectateurs : 81 000 Arbitrage : Srdjan Jovanović Arbitre vidéo : Fedayi San | Spectateurs : 81 000 Arbitrage : Srdjan Jovanović Arbitre vidéo : Fedayi San |
| 11 octobre 2022 21h00 CEST | Özcan 90+1e       | Rapport | 84e Gudelj · 90e Ángel · 90+3e Bounou | Spectateurs : 81 000 Arbitrage : Srdjan Jovanović Arbitre vidéo : Fedayi San | Spectateurs : 81 000 Arbitrage : Srdjan Jovanović Arbitre vidéo : Fedayi San |

| 5e journée                 | Séville FC                               | 3 - 0   | FC Copenhague                                  | Stade Ramón-Sánchez-Pizjuán, Séville                                          |                                                                               |
| 25 octobre 2022 18h45 CEST | En-Nesyri 61e · Isco 88e · Montiel 90+2e | (0 - 0) |                                                | Spectateurs : 29 884 Arbitrage : Benoît Bastien Arbitre vidéo : Willy Delajod | Spectateurs : 29 884 Arbitrage : Benoît Bastien Arbitre vidéo : Willy Delajod |
| 25 octobre 2022 18h45 CEST | Lamela 72e · Montiel 78e                 | Rapport | 69e Claesson · 86e Sørensen · 90+5e Khocholava | Spectateurs : 29 884 Arbitrage : Benoît Bastien Arbitre vidéo : Willy Delajod | Spectateurs : 29 884 Arbitrage : Benoît Bastien Arbitre vidéo : Willy Delajod |

| 5e journée                 | Borussia Dortmund | 0 - 0   | Manchester City                                      | Signal Iduna Park, Dortmund                                                       |                                                                                   |
| 25 octobre 2022 21h00 CEST | Hummels 88e       | (0 - 0) | 7e Cancelo · 31e Álvarez · 59e Gündoğan · 72e Akanji | Spectateurs : 81 000 Arbitrage : Davide Massa Arbitre vidéo : Massimiliano Irrati | Spectateurs : 81 000 Arbitrage : Davide Massa Arbitre vidéo : Massimiliano Irrati |
| 25 octobre 2022 21h00 CEST | Rapport           |         |                                                      | Spectateurs : 81 000 Arbitrage : Davide Massa Arbitre vidéo : Massimiliano Irrati | Spectateurs : 81 000 Arbitrage : Davide Massa Arbitre vidéo : Massimiliano Irrati |

| 6e journée                | Manchester City                      | 3 - 1   | Séville FC | City of Manchester Stadium, Manchester                                          |                                                                                 |
| 2 novembre 2022 21h00 CET | Lewis 52e · Álvarez 73e · Mahrez 83e | (0 - 1) | 31e Mir    | Spectateurs : 51 610 Arbitrage : Orel Grinfeld Arbitre vidéo : Roi Reinshreiber | Spectateurs : 51 610 Arbitrage : Orel Grinfeld Arbitre vidéo : Roi Reinshreiber |
| 2 novembre 2022 21h00 CET | Rapport                              |         |            | Spectateurs : 51 610 Arbitrage : Orel Grinfeld Arbitre vidéo : Roi Reinshreiber | Spectateurs : 51 610 Arbitrage : Orel Grinfeld Arbitre vidéo : Roi Reinshreiber |

| 6e journée                | FC Copenhague           | 1 - 1   | Borussia Dortmund       | Parken Stadium, Copenhague                                                         |                                                                                    |
| 2 novembre 2022 21h00 CET | Haraldsson 41e          | (1 - 1) | 23e Hazard              | Spectateurs : 31 900 Arbitrage : Aliyar Aghayev Arbitre vidéo : Tomasz Kwiatkowski | Spectateurs : 31 900 Arbitrage : Aliyar Aghayev Arbitre vidéo : Tomasz Kwiatkowski |
| 2 novembre 2022 21h00 CET | Vavro 47e · Lerager 66e | Rapport | 45+2e Modeste · 84e Can | Spectateurs : 31 900 Arbitrage : Aliyar Aghayev Arbitre vidéo : Tomasz Kwiatkowski | Spectateurs : 31 900 Arbitrage : Aliyar Aghayev Arbitre vidéo : Tomasz Kwiatkowski |

#### Groupe H
| Rang | Équipe              | Pts | J | G | N | P | Bp | Bc | Diff |  | Résultats (▼ dom., ► ext.) |     |     |     |     |
| ---- | ------------------- | --- | - | - | - | - | -- | -- | ---- |  | -------------------------- | --- | --- | --- | --- |
| 1    | SL Benfica          | 14  | 6 | 4 | 2 | 0 | 16 | 7  | +9   |  | SL Benfica                 |     | 1-1 | 4-3 | 2-0 |
| 2    | Paris Saint-Germain | 14  | 6 | 4 | 2 | 0 | 16 | 7  | +9   |  | Paris Saint-Germain        | 1-1 |     | 2-1 | 7-2 |
| 3    | Juventus FC         | 3   | 6 | 1 | 0 | 5 | 9  | 13 | -4   |  | Juventus FC                | 1-2 | 1-2 |     | 3-1 |
| 4    | Maccabi Haïfa       | 3   | 6 | 1 | 0 | 5 | 7  | 21 | -14  |  | Maccabi Haïfa              | 1-6 | 1-3 | 2-0 |     |

| 1re journée                 | Paris Saint-Germain         | 2 - 1   | Juventus FC                             | Parc des Princes, Paris                                                     |                                                                             |
| 6 septembre 2022 21h00 CEST | Mbappé 5e 22e               | (2 - 0) | 53e McKennie                            | Spectateurs : 47 415 Arbitrage : Anthony Taylor Arbitre vidéo : Marco Fritz | Spectateurs : 47 415 Arbitrage : Anthony Taylor Arbitre vidéo : Marco Fritz |
| 6 septembre 2022 21h00 CEST | S. Ramos 25e · Verratti 65e | Rapport | 25e Bremer · 45+1e Miretti · 73e Danilo | Spectateurs : 47 415 Arbitrage : Anthony Taylor Arbitre vidéo : Marco Fritz | Spectateurs : 47 415 Arbitrage : Anthony Taylor Arbitre vidéo : Marco Fritz |

| 1re journée                 | SL Benfica                  | 2 - 0   | Maccabi Haïfa       | Estádio da Luz, Lisbonne                                                      |                                                                               |
| 6 septembre 2022 21h00 CEST | R. Silva 50e · Grimaldo 54e | (0 - 0) |                     | Spectateurs : 55 130 Arbitrage : Andreas Ekberg Arbitre vidéo : Dennis Higler | Spectateurs : 55 130 Arbitrage : Andreas Ekberg Arbitre vidéo : Dennis Higler |
| 6 septembre 2022 21h00 CEST | G. Ramos 44e                | Rapport | 59e Lavi · 63e Seck | Spectateurs : 55 130 Arbitrage : Andreas Ekberg Arbitre vidéo : Dennis Higler | Spectateurs : 55 130 Arbitrage : Andreas Ekberg Arbitre vidéo : Dennis Higler |

| 2e journée                   | Juventus FC                                        | 1 - 2   | SL Benfica                     | Juventus Stadium, Turin                                                       |                                                                               |
| 14 septembre 2022 21h00 CEST | Milik 4e                                           | (1 - 1) | 43e (pen.) Mário · 55e Neres   | Spectateurs : 34 015 Arbitrage : Felix Zwayer Arbitre vidéo : Bastian Dankert | Spectateurs : 34 015 Arbitrage : Felix Zwayer Arbitre vidéo : Bastian Dankert |
| 14 septembre 2022 21h00 CEST | Miretti 42e · Perin 45e · Danilo 59e · Paredes 73e | Rapport | 26e Bah · 45e Mário · 86e Luís | Spectateurs : 34 015 Arbitrage : Felix Zwayer Arbitre vidéo : Bastian Dankert | Spectateurs : 34 015 Arbitrage : Felix Zwayer Arbitre vidéo : Bastian Dankert |

| 2e journée                   | Maccabi Haïfa                         | 1 - 3   | Paris Saint-Germain                 | Stade Sammy Ofer, Haïfa                                                           |                                                                                   |
| 14 septembre 2022 21h00 CEST | Chery 24e                             | (1 - 1) | 37e Messi · 69e Mbappé · 88e Neymar | Spectateurs : 30 421 Arbitrage : Daniel Siebert Arbitre vidéo : Christian Dingert | Spectateurs : 30 421 Arbitrage : Daniel Siebert Arbitre vidéo : Christian Dingert |
| 14 septembre 2022 21h00 CEST | Atzili 49e · Haziza 60e · Pierrot 77e | Rapport | 89e Neymar                          | Spectateurs : 30 421 Arbitrage : Daniel Siebert Arbitre vidéo : Christian Dingert | Spectateurs : 30 421 Arbitrage : Daniel Siebert Arbitre vidéo : Christian Dingert |

| 3e journée                | Juventus FC                   | 3 - 1   | Maccabi Haïfa | Juventus Stadium, Turin                                                     |                                                                             |
| 5 octobre 2022 21h00 CEST | Rabiot 35e 83e · Vlahović 50e | (1 - 0) | 75e David     | Spectateurs : 28 498 Arbitrage : Sandro Schärer Arbitre vidéo : Marco Fritz | Spectateurs : 28 498 Arbitrage : Sandro Schärer Arbitre vidéo : Marco Fritz |
| 5 octobre 2022 21h00 CEST | Alex Sandro 80e               | Rapport | 53e Tchibota  | Spectateurs : 28 498 Arbitrage : Sandro Schärer Arbitre vidéo : Marco Fritz | Spectateurs : 28 498 Arbitrage : Sandro Schärer Arbitre vidéo : Marco Fritz |

| 3e journée                | SL Benfica                   | 1 - 1   | Paris Saint-Germain                        | Estádio da Luz, Lisbonne                                                                         |                                                                                                  |
| 5 octobre 2022 21h00 CEST | Danilo 41e (csc)             | (1 - 1) | 22e Messi                                  | Spectateurs : 62 295 Arbitrage : Jesús Gil Manzano Arbitre vidéo : Alejandro Hernández Hernández | Spectateurs : 62 295 Arbitrage : Jesús Gil Manzano Arbitre vidéo : Alejandro Hernández Hernández |
| 5 octobre 2022 21h00 CEST | Fernández 45e · G. Ramos 70e | Rapport | 90+1e Ruiz · 90+1e Neymar · 90+4e Verratti | Spectateurs : 62 295 Arbitrage : Jesús Gil Manzano Arbitre vidéo : Alejandro Hernández Hernández | Spectateurs : 62 295 Arbitrage : Jesús Gil Manzano Arbitre vidéo : Alejandro Hernández Hernández |

| 4e journée                 | Maccabi Haïfa | 2 - 0   | Juventus FC                    | Stade Sammy Ofer, Haïfa                                                                    |                                                                                            |
| 11 octobre 2022 18h45 CEST | Atzili 7e 42e | (2 - 0) |                                | Spectateurs : 30 074 Arbitrage : Antonio Mateu Lahoz Arbitre vidéo : Juan Martínez Munuera | Spectateurs : 30 074 Arbitrage : Antonio Mateu Lahoz Arbitre vidéo : Juan Martínez Munuera |
| 11 octobre 2022 18h45 CEST | Cornud 27e    | Rapport | 45+3e McKennie · 80e Locatelli | Spectateurs : 30 074 Arbitrage : Antonio Mateu Lahoz Arbitre vidéo : Juan Martínez Munuera | Spectateurs : 30 074 Arbitrage : Antonio Mateu Lahoz Arbitre vidéo : Juan Martínez Munuera |

| 4e journée                 | Paris Saint-Germain        | 1 - 1   | SL Benfica                                                                 | Parc des Princes, Paris                                                        |                                                                                |
| 11 octobre 2022 21h00 CEST | Mbappé 40e (pen.)          | (1 - 0) | 62e (pen.) Mário                                                           | Spectateurs : 46 435 Arbitrage : Michael Oliver Arbitre vidéo : Stuart Attwell | Spectateurs : 46 435 Arbitrage : Michael Oliver Arbitre vidéo : Stuart Attwell |
| 11 octobre 2022 21h00 CEST | Sarabia 29e · Verratti 61e | Rapport | 21e Otamendi · 43e Mário · 45+3e Florentino · 69e Fernández · 83e Gilberto | Spectateurs : 46 435 Arbitrage : Michael Oliver Arbitre vidéo : Stuart Attwell | Spectateurs : 46 435 Arbitrage : Michael Oliver Arbitre vidéo : Stuart Attwell |

| 5e journée                 | Paris Saint-Germain                                                          | 7 - 2   | Maccabi Haïfa                                | Parc des Princes, Paris                                                         |                                                                                 |
| 25 octobre 2022 21h00 CEST | Messi 19e 45e · Mbappé 32e 64e · Neymar 35e · Goldberg 67e (csc) · Soler 84e | (4 - 1) | 38e 50e Seck                                 | Spectateurs : 46 435 Arbitrage : Felix Zwayer Arbitre vidéo : Christian Dingert | Spectateurs : 46 435 Arbitrage : Felix Zwayer Arbitre vidéo : Christian Dingert |
| 25 octobre 2022 21h00 CEST | Neymar 27e · S. Ramos 40e                                                    | Rapport | 26e Seck · 47e Chery · 54e Atzili · 74e Lavi | Spectateurs : 46 435 Arbitrage : Felix Zwayer Arbitre vidéo : Christian Dingert | Spectateurs : 46 435 Arbitrage : Felix Zwayer Arbitre vidéo : Christian Dingert |

| 5e journée                 | SL Benfica                                         | 4 - 3   | Juventus FC                             | Estádio da Luz, Lisbonne                                                     |                                                                              |
| 25 octobre 2022 21h00 CEST | A. Silva 17e · Mário 28e (pen.) · R. Silva 35e 50e | (3 - 1) | 22e Vlahović · 77e Milik · 79e McKennie | Spectateurs : 60 131 Arbitrage : Srđan Jovanović Arbitre vidéo : Marco Fritz | Spectateurs : 60 131 Arbitrage : Srđan Jovanović Arbitre vidéo : Marco Fritz |
| 25 octobre 2022 21h00 CEST | Fernández 84e                                      | Rapport | 62e Danilo                              | Spectateurs : 60 131 Arbitrage : Srđan Jovanović Arbitre vidéo : Marco Fritz | Spectateurs : 60 131 Arbitrage : Srđan Jovanović Arbitre vidéo : Marco Fritz |

| 6e journée                | Juventus FC                           | 1 - 2   | Paris Saint-Germain     | Juventus Stadium, Turin                                                                        |                                                                                                |
| 2 novembre 2022 21h00 CET | Bonucci 39e                           | (1 - 1) | 13e Mbappé · 69e Mendes | Spectateurs : 41 089 Arbitrage : Carlos del Cerro Grande Arbitre vidéo : Juan Martínez Munuera | Spectateurs : 41 089 Arbitrage : Carlos del Cerro Grande Arbitre vidéo : Juan Martínez Munuera |
| 2 novembre 2022 21h00 CET | Gatti 15e · Milik 45+2e · Fagioli 77e | Rapport | 85e Verratti            | Spectateurs : 41 089 Arbitrage : Carlos del Cerro Grande Arbitre vidéo : Juan Martínez Munuera | Spectateurs : 41 089 Arbitrage : Carlos del Cerro Grande Arbitre vidéo : Juan Martínez Munuera |

| 6e journée                | Maccabi Haïfa                             | 1 - 6   | SL Benfica                                                                    | Stade Sammy Ofer, Haïfa                                                        |                                                                                |
| 2 novembre 2022 21h00 CET | Chery 26e (pen.)                          | (1 - 1) | 20e G. Ramos · 59e Musa · 69e Grimaldo · 73e Silva · 88e Araújo · 90+2e Mário | Spectateurs : 30 464 Arbitrage : Anthony Taylor Arbitre vidéo : Stuart Attwell | Spectateurs : 30 464 Arbitrage : Anthony Taylor Arbitre vidéo : Stuart Attwell |
| 2 novembre 2022 21h00 CET | Abu Fani 85e · Menahem 89e · Atzili 90+3e | Rapport | 45+1e Neres                                                                   | Spectateurs : 30 464 Arbitrage : Anthony Taylor Arbitre vidéo : Stuart Attwell | Spectateurs : 30 464 Arbitrage : Anthony Taylor Arbitre vidéo : Stuart Attwell |

## Phase à élimination directe

### Tableau final
|  | Huitièmes de finale | Huitièmes de finale | Huitièmes de finale | Huitièmes de finale |                 |                 | Quarts de finale | Quarts de finale | Quarts de finale | Quarts de finale |  |  | Demi-finales | Demi-finales | Demi-finales | Demi-finales |  |  | Finale                                           | Finale | Finale | Finale |
|  |                     |                     |                     |                     |                 |                 |                  |                  |                  |                  |  |  |              |              |              |              |  |  |                                                  |        |        |        |
|  |                     |                     |                     |                     |                 |                 |                  |                  |                  |                  |  |  |              |              |              |              |  |  | 10 juin 2023 - Stade olympique Atatürk, Istanbul |        |        |        |
|  | Liverpool FC        | Liverpool FC        | 2                   | 0                   |                 |                 |                  |                  |                  |                  |  |  |              |              |              |              |  |  |                                                  |        |        |        |
|  | Liverpool FC        | Liverpool FC        | 2                   | 0                   |                 |                 |                  |                  |                  |                  |  |  |              |              |              |              |  |  |                                                  |        |        |        |
|  | Real Madrid         | Real Madrid         | 5                   | 1                   |                 |                 |                  |                  |                  |                  |  |  |              |              |              |              |  |  |                                                  |        |        |        |
|  | Real Madrid         | Real Madrid         | 5                   | 1                   | Real Madrid     | Real Madrid     | 2                | 2                |                  |                  |  |  |              |              |              |              |  |  |                                                  |        |        |        |
|  |                     |                     |                     |                     | Real Madrid     | Real Madrid     | 2                | 2                |                  |                  |  |  |              |              |              |              |  |  |                                                  |        |        |        |
|  |                     |                     | Chelsea FC          | Chelsea FC          | 0               | 0               |                  |                  |                  |                  |  |  |              |              |              |              |  |  |                                                  |        |        |        |
|  | Borussia Dortmund   | Borussia Dortmund   | Chelsea FC          | Chelsea FC          | 0               | 0               | 1                | 0                |                  |                  |  |  |              |              |              |              |  |  |                                                  |        |        |        |
|  | Borussia Dortmund   | Borussia Dortmund   |                     |                     |                 |                 |                  | 0                |                  |                  |  |  |              |              |              |              |  |  |                                                  |        |        |        |
|  | Chelsea FC          | Chelsea FC          | 0                   | 2                   |                 |                 |                  |                  |                  |                  |  |  |              |              |              |              |  |  |                                                  |        |        |        |
|  | Chelsea FC          | Chelsea FC          | 0                   | 2                   | Real Madrid     | Real Madrid     | 1                | 0                |                  |                  |  |  |              |              |              |              |  |  |                                                  |        |        |        |
|  |                     |                     |                     |                     | Real Madrid     | Real Madrid     | 1                | 0                |                  |                  |  |  |              |              |              |              |  |  |                                                  |        |        |        |
|  |                     |                     | Manchester City     | Manchester City     | 1               | 4               |                  |                  |                  |                  |  |  |              |              |              |              |  |  |                                                  |        |        |        |
|  | RB Leipzig          | RB Leipzig          | Manchester City     | Manchester City     | 1               | 4               | 1                | 0                |                  |                  |  |  |              |              |              |              |  |  |                                                  |        |        |        |
|  | RB Leipzig          | RB Leipzig          |                     |                     |                 |                 |                  | 0                |                  |                  |  |  |              |              |              |              |  |  |                                                  |        |        |        |
|  | Manchester City     | Manchester City     | 1                   | 7                   |                 |                 |                  |                  |                  |                  |  |  |              |              |              |              |  |  |                                                  |        |        |        |
|  | Manchester City     | Manchester City     | 1                   | 7                   | Manchester City | Manchester City | 3                | 1                |                  |                  |  |  |              |              |              |              |  |  |                                                  |        |        |        |
|  |                     |                     |                     |                     | Manchester City | Manchester City | 3                | 1                |                  |                  |  |  |              |              |              |              |  |  |                                                  |        |        |        |
|  |                     |                     | Bayern Munich       | Bayern Munich       | 0               | 1               |                  |                  |                  |                  |  |  |              |              |              |              |  |  |                                                  |        |        |        |
|  | Paris Saint-Germain | Paris Saint-Germain | Bayern Munich       | Bayern Munich       | 0               | 1               | 0                | 0                |                  |                  |  |  |              |              |              |              |  |  |                                                  |        |        |        |
|  | Paris Saint-Germain | Paris Saint-Germain |                     |                     |                 |                 |                  | 0                |                  |                  |  |  |              |              |              |              |  |  |                                                  |        |        |        |
|  | Bayern Munich       | Bayern Munich       | 1                   | 2                   |                 |                 |                  |                  |                  |                  |  |  |              |              |              |              |  |  |                                                  |        |        |        |
|  | Bayern Munich       | Bayern Munich       | 1                   | 2                   | Manchester City | Manchester City |                  | 1                |                  |                  |  |  |              |              |              |              |  |  |                                                  |        |        |        |
|  |                     |                     |                     |                     | Manchester City | Manchester City |                  | 1                |                  |                  |  |  |              |              |              |              |  |  |                                                  |        |        |        |
|  |                     |                     | Inter Milan         | Inter Milan         |                 | 0               |                  |                  |                  |                  |  |  |              |              |              |              |  |  |                                                  |        |        |        |
|  | AC Milan            | AC Milan            | Inter Milan         | Inter Milan         | 1               | 0               | 0                |                  |                  |                  |  |  |              |              |              |              |  |  |                                                  |        |        |        |
|  | AC Milan            | AC Milan            |                     |                     |                 |                 |                  |                  |                  |                  |  |  |              |              |              |              |  |  |                                                  |        |        |        |
|  | Tottenham Hotspur   | Tottenham Hotspur   | 0                   | 0                   |                 |                 |                  |                  |                  |                  |  |  |              |              |              |              |  |  |                                                  |        |        |        |
|  | Tottenham Hotspur   | Tottenham Hotspur   | 0                   | 0                   | AC Milan        | AC Milan        | 1                | 1                |                  |                  |  |  |              |              |              |              |  |  |                                                  |        |        |        |
|  |                     |                     |                     |                     | AC Milan        | AC Milan        | 1                | 1                |                  |                  |  |  |              |              |              |              |  |  |                                                  |        |        |        |
|  |                     |                     | SSC Naples          | SSC Naples          | 0               | 1               |                  |                  |                  |                  |  |  |              |              |              |              |  |  |                                                  |        |        |        |
|  | Eintracht Francfort | Eintracht Francfort | SSC Naples          | SSC Naples          | 0               | 1               | 0                | 0                |                  |                  |  |  |              |              |              |              |  |  |                                                  |        |        |        |
|  | Eintracht Francfort | Eintracht Francfort |                     |                     |                 |                 |                  | 0                |                  |                  |  |  |              |              |              |              |  |  |                                                  |        |        |        |
|  | SSC Naples          | SSC Naples          | 2                   | 3                   |                 |                 |                  |                  |                  |                  |  |  |              |              |              |              |  |  |                                                  |        |        |        |
|  | SSC Naples          | SSC Naples          | 2                   | 3                   | AC Milan        | AC Milan        | 0                | 0                |                  |                  |  |  |              |              |              |              |  |  |                                                  |        |        |        |
|  |                     |                     |                     |                     | AC Milan        | AC Milan        | 0                | 0                |                  |                  |  |  |              |              |              |              |  |  |                                                  |        |        |        |
|  |                     |                     | Inter Milan         | Inter Milan         | 2               | 1               |                  |                  |                  |                  |  |  |              |              |              |              |  |  |                                                  |        |        |        |
|  | Club Bruges         | Club Bruges         | Inter Milan         | Inter Milan         | 2               | 1               | 0                | 1                |                  |                  |  |  |              |              |              |              |  |  |                                                  |        |        |        |
|  | Club Bruges         | Club Bruges         |                     |                     |                 |                 |                  | 1                |                  |                  |  |  |              |              |              |              |  |  |                                                  |        |        |        |
|  | SL Benfica          | SL Benfica          | 2                   | 5                   |                 |                 |                  |                  |                  |                  |  |  |              |              |              |              |  |  |                                                  |        |        |        |
|  | SL Benfica          | SL Benfica          | 2                   | 5                   | SL Benfica      | SL Benfica      | 0                | 3                |                  |                  |  |  |              |              |              |              |  |  |                                                  |        |        |        |
|  |                     |                     |                     |                     | SL Benfica      | SL Benfica      | 0                | 3                |                  |                  |  |  |              |              |              |              |  |  |                                                  |        |        |        |
|  |                     |                     | Inter Milan         | Inter Milan         | 2               | 3               |                  |                  |                  |                  |  |  |              |              |              |              |  |  |                                                  |        |        |        |
|  | Inter Milan         | Inter Milan         | Inter Milan         | Inter Milan         | 2               | 3               | 1                | 0                |                  |                  |  |  |              |              |              |              |  |  |                                                  |        |        |        |
|  | Inter Milan         | Inter Milan         |                     |                     |                 |                 |                  | 0                |                  |                  |  |  |              |              |              |              |  |  |                                                  |        |        |        |
|  | FC Porto            | FC Porto            | 0                   | 0                   |                 |                 |                  |                  |                  |                  |  |  |              |              |              |              |  |  |                                                  |        |        |        |
|  | FC Porto            | FC Porto            | 0                   | 0                   |                 |                 |                  |                  |                  |                  |  |  |              |              |              |              |  |  |                                                  |        |        |        |
|  |                     |                     |                     |                     |                 |                 |                  |                  |                  |                  |  |  |              |              |              |              |  |  |                                                  |        |        |        |

### Huitièmes de finale
Les matchs aller se jouent les 14, 15, 21 et 22 février, et les matchs retour les 7, 8, 14 et 15 mars 2023.
| Équipe              | Aller | Total | Retour | Équipe            |
| ------------------- | ----- | ----- | ------ | ----------------- |
| AC Milan            | 1 - 0 | 1 - 0 | 0 - 0  | Tottenham Hotspur |
| Paris Saint-Germain | 0 - 1 | 0 - 3 | 0 - 2  | Bayern Munich     |
| Club Bruges         | 0 - 2 | 1 - 7 | 1 - 5  | SL Benfica        |
| Borussia Dortmund   | 1 - 0 | 1 - 2 | 0 - 2  | Chelsea FC        |
| Liverpool FC        | 2 - 5 | 2 - 6 | 0 - 1  | Real Madrid       |
| Eintracht Francfort | 0 - 2 | 0 - 5 | 0 - 3  | SSC Naples        |
| RB Leipzig          | 1 - 1 | 1 - 8 | 0 - 7  | Manchester City   |
| Inter Milan         | 1 - 0 | 1 - 0 | 0 - 0  | FC Porto          |

| Match aller                | AC Milan                     | 1 - 0   | Tottenham Hotspur     | Stade San Siro, Milan                                                       |                                                                             |
| 14 février 2023 21h00 CEST | Díaz 7e                      | (1 - 0) |                       | Spectateurs : 74 320 Arbitrage : Sandro Schärer Arbitre vidéo : Marco Fritz | Spectateurs : 74 320 Arbitrage : Sandro Schärer Arbitre vidéo : Marco Fritz |
| 14 février 2023 21h00 CEST | Tonali 80e · Hernandez 90+2e | Rapport | 48e Romero · 63e Dier | Spectateurs : 74 320 Arbitrage : Sandro Schärer Arbitre vidéo : Marco Fritz | Spectateurs : 74 320 Arbitrage : Sandro Schärer Arbitre vidéo : Marco Fritz |

| Match retour           | Tottenham Hotspur                           | 0 - 0   | AC Milan    | Tottenham Hotspur Stadium, Londres                                                            |                                                                                               |
| 8 mars 2023 21h00 CEST |                                             | (0 - 0) |             | Spectateurs : 61 602 Arbitrage : Clément Turpin Arbitre vidéo : Alejandro Hernández Hernández | Spectateurs : 61 602 Arbitrage : Clément Turpin Arbitre vidéo : Alejandro Hernández Hernández |
| 8 mars 2023 21h00 CEST | Romero 17e, 77e · Lenglet 21e · Skipp 90+5e | Rapport | 90+3e Thiaw | Spectateurs : 61 602 Arbitrage : Clément Turpin Arbitre vidéo : Alejandro Hernández Hernández | Spectateurs : 61 602 Arbitrage : Clément Turpin Arbitre vidéo : Alejandro Hernández Hernández |

| Match aller                | Paris Saint-Germain       | 0 - 1   | Bayern Munich       | Parc des Princes, Paris                                                            |                                                                                    |
| 14 février 2023 21h00 CEST |                           | (0 - 0) | 53e Coman ( Davies) | Spectateurs : 46 435 Arbitrage : Michael Oliver Arbitre vidéo : Tomasz Kwiatkowski | Spectateurs : 46 435 Arbitrage : Michael Oliver Arbitre vidéo : Tomasz Kwiatkowski |
| 14 février 2023 21h00 CEST | Kimpembe 70e · Neymar 87e | Rapport | 26e, 90+2e Pavard   | Spectateurs : 46 435 Arbitrage : Michael Oliver Arbitre vidéo : Tomasz Kwiatkowski | Spectateurs : 46 435 Arbitrage : Michael Oliver Arbitre vidéo : Tomasz Kwiatkowski |

| Match retour           | Bayern Munich                                         | 2 - 0   | Paris Saint-Germain | Allianz Arena, Munich                                                               |                                                                                     |
| 8 mars 2023 21h00 CEST | ( Goretzka) Choupo-Moting 61e · ( Cancelo) Gnabry 89e | (0 - 0) |                     | Spectateurs : 75 000 Arbitrage : Daniele Orsato Arbitre vidéo : Massimiliano Irrati | Spectateurs : 75 000 Arbitrage : Daniele Orsato Arbitre vidéo : Massimiliano Irrati |
| 8 mars 2023 21h00 CEST |                                                       | Rapport | 90+5e Hakimi        | Spectateurs : 75 000 Arbitrage : Daniele Orsato Arbitre vidéo : Massimiliano Irrati | Spectateurs : 75 000 Arbitrage : Daniele Orsato Arbitre vidéo : Massimiliano Irrati |

| Match aller                | Club Bruges         | 0 - 2   | SL Benfica                   | Stade Jan Breydel, Bruges                                                  |                                                                            |
| 15 février 2023 21h00 CEST |                     | (0 - 0) | 51e (pen.) Mário · 88e Neres | Spectateurs : 24 136 Arbitrage : Davide Massa Arbitre vidéo : Paolo Valeri | Spectateurs : 24 136 Arbitrage : Davide Massa Arbitre vidéo : Paolo Valeri |
| 15 février 2023 21h00 CEST | Odoi 9e · Sowah 29e | Rapport | 43e Otamendi                 | Spectateurs : 24 136 Arbitrage : Davide Massa Arbitre vidéo : Paolo Valeri | Spectateurs : 24 136 Arbitrage : Davide Massa Arbitre vidéo : Paolo Valeri |

| Match retour           | SL Benfica                                                                                        | 5 - 1   | Club Bruges                                         | Estádio da Luz, Lisbonne                                                                |                                                                                         |
| 7 mars 2023 21h00 CEST | ( Ramos) Silva 38e · ( Mário) Ramos 45+2e ( Grimaldo) 57e · Mário 71e (pen.) · ( Neves) Neres 77e | (2 - 0) | 87e Meijer ( Buchanan)                              | Spectateurs : 60 960 Arbitrage : Halil Umut Meler Arbitre vidéo : Juan Martínez Munuera | Spectateurs : 60 960 Arbitrage : Halil Umut Meler Arbitre vidéo : Juan Martínez Munuera |
| 7 mars 2023 21h00 CEST | Otamendi 29e                                                                                      | Rapport | 17e Iaremtchouk · 20e Lang · 43e Sylla · 48e Meijer | Spectateurs : 60 960 Arbitrage : Halil Umut Meler Arbitre vidéo : Juan Martínez Munuera | Spectateurs : 60 960 Arbitrage : Halil Umut Meler Arbitre vidéo : Juan Martínez Munuera |

| Match aller                | Borussia Dortmund                                                           | 1 - 0   | Chelsea FC                                      | Signal Iduna Park, Dortmund                                                                      |                                                                                                  |
| 15 février 2023 21h00 CEST | ( Guerreiro) Adeyemi 63e                                                    | (0 - 0) |                                                 | Spectateurs : 81 365 Arbitrage : Jesús Gil Manzano Arbitre vidéo : Alejandro Hernández Hernández | Spectateurs : 81 365 Arbitrage : Jesús Gil Manzano Arbitre vidéo : Alejandro Hernández Hernández |
| 15 février 2023 21h00 CEST | Bellingham 49e · Can 53e · Adeyemi 77e · Özcan 85e · Ryerson 90e · Süle 90e | Rapport | 9e James · 17e Silva · 72e Ziyech · 90+1e Mount | Spectateurs : 81 365 Arbitrage : Jesús Gil Manzano Arbitre vidéo : Alejandro Hernández Hernández | Spectateurs : 81 365 Arbitrage : Jesús Gil Manzano Arbitre vidéo : Alejandro Hernández Hernández |

| Match retour           | Chelsea FC                                                          | 2 - 0   | Borussia Dortmund                        | Stamford Bridge, Londres                                                       |                                                                                |
| 7 mars 2023 21h00 CEST | Sterling 43e · Havertz 53e (pen.)                                   | (1 - 0) |                                          | Spectateurs : 38 882 Arbitrage : Danny Makkelie Arbitre vidéo : Pol van Boekel | Spectateurs : 38 882 Arbitrage : Danny Makkelie Arbitre vidéo : Pol van Boekel |
| 7 mars 2023 21h00 CEST | Arrizabalaga 65e · Fernández 77e · Chilwell 90+2e · Cucurella 90+6e | Rapport | 41e Süle · 90+2e Wolf · 90+8e Bellingham | Spectateurs : 38 882 Arbitrage : Danny Makkelie Arbitre vidéo : Pol van Boekel | Spectateurs : 38 882 Arbitrage : Danny Makkelie Arbitre vidéo : Pol van Boekel |

| Match aller                | Liverpool FC                  | 2 - 5   | Real Madrid | Anfield, Liverpool                                                                 |                                                                                    |
| 21 février 2023 21h00 CEST | ( Salah) Núñez 4e · Salah 14e | (2 - 2) | 21e Vinícius Jr. (Benzema ) · 36e Vinícius Jr. · 47e Militão (Modrić ) · 55e Benzema (Rodrygo ) · 67e Benzema (Vinícius Jr. ) | Spectateurs : 52 337 Arbitrage : István Kovács Arbitre vidéo : Massimiliano Irrati | Spectateurs : 52 337 Arbitrage : István Kovács Arbitre vidéo : Massimiliano Irrati |
| 21 février 2023 21h00 CEST | Elliott 90+3e                 | Rapport | 60e Vinícius | Spectateurs : 52 337 Arbitrage : István Kovács Arbitre vidéo : Massimiliano Irrati | Spectateurs : 52 337 Arbitrage : István Kovács Arbitre vidéo : Massimiliano Irrati |

| Match retour            | Real Madrid                 | 1 - 0   | Liverpool FC   | Stade Santiago-Bernabéu, Madrid                                           |                                                                           |
| 15 mars 2023 21h00 CEST | ( Vinícius Jr.) Benzema 78e | (0 - 0) |                | Spectateurs : 63 127 Arbitrage : Felix Zwayer Arbitre vidéo : Marco Fritz | Spectateurs : 63 127 Arbitrage : Felix Zwayer Arbitre vidéo : Marco Fritz |
| 15 mars 2023 21h00 CEST |                             | Rapport | 90+4e Tsimíkas | Spectateurs : 63 127 Arbitrage : Felix Zwayer Arbitre vidéo : Marco Fritz | Spectateurs : 63 127 Arbitrage : Felix Zwayer Arbitre vidéo : Marco Fritz |

| Match aller                | Eintracht Francfort        | 0 - 2   | SSC Naples                                              | Deutsche Bank Park, Francfort-sur-le-Main                                        |                                                                                  |
| 21 février 2023 21h00 CEST |                            | (0 - 1) | 40e Osimhen ( Lozano) · 65e Di Lorenzo ( Kvaratskhelia) | Spectateurs : 47 500 Arbitrage : Artur Soares Dias Arbitre vidéo : Tiago Martins | Spectateurs : 47 500 Arbitrage : Artur Soares Dias Arbitre vidéo : Tiago Martins |
| 21 février 2023 21h00 CEST | Kolo Muani 58e · Götze 60e | Rapport | 38e Kim Min-jae · 83e Elmas                             | Spectateurs : 47 500 Arbitrage : Artur Soares Dias Arbitre vidéo : Tiago Martins | Spectateurs : 47 500 Arbitrage : Artur Soares Dias Arbitre vidéo : Tiago Martins |

| Match retour            | SSC Naples                                                         | 3 - 0   | Eintracht Francfort               | Stade Diego Armando Maradona, Naples                                           |                                                                                |
| 15 mars 2023 21h00 CEST | ( Politano) Osimhen 45+2e ( Di Lorenzo) 53e · Zieliński 64e (pen.) | (1 - 0) |                                   | Spectateurs : 49 082 Arbitrage : Anthony Taylor Arbitre vidéo : Pol van Boekel | Spectateurs : 49 082 Arbitrage : Anthony Taylor Arbitre vidéo : Pol van Boekel |
| 15 mars 2023 21h00 CEST | Jesus 77e                                                          | Rapport | 26e Ndicka · 32e Lenz · 65e Götze | Spectateurs : 49 082 Arbitrage : Anthony Taylor Arbitre vidéo : Pol van Boekel | Spectateurs : 49 082 Arbitrage : Anthony Taylor Arbitre vidéo : Pol van Boekel |

| Match aller                | RB Leipzig                  | 1 - 1   | Manchester City        | Red Bull Arena, Leipzig                                                          |                                                                                  |
| 22 février 2023 21h00 CEST | ( Halstenberg) Gvardiol 70e | (0 - 1) | 27e Mahrez ( Gündogan) | Spectateurs : 45 228 Arbitrage : Serdar Gözübüyük Arbitre vidéo : Pol van Boekel | Spectateurs : 45 228 Arbitrage : Serdar Gözübüyük Arbitre vidéo : Pol van Boekel |
| 22 février 2023 21h00 CEST | Henrichs 89e                | Rapport |                        | Spectateurs : 45 228 Arbitrage : Serdar Gözübüyük Arbitre vidéo : Pol van Boekel | Spectateurs : 45 228 Arbitrage : Serdar Gözübüyük Arbitre vidéo : Pol van Boekel |

| Match retour            | Manchester City                                                                             | 7 - 0   | RB Leipzig                | City of Manchester Stadium, Manchester                                                       |                                                                                              |
| 14 mars 2023 21h00 CEST | Haaland 22e (pen.) 24e 45+2e 53e 57e · ( Grealish) Gündoğan 49e · ( Mahrez) De Bruyne 90+2e | (3 - 0) |                           | Spectateurs : 52 038 Arbitrage : Slavko Vinčić Arbitre vidéo : Alejandro Hernández Hernández | Spectateurs : 52 038 Arbitrage : Slavko Vinčić Arbitre vidéo : Alejandro Hernández Hernández |
| 14 mars 2023 21h00 CEST | De Bruyne 67e · Akanji 77e                                                                  | Rapport | 21e Henrichs · 34e Werner | Spectateurs : 52 038 Arbitrage : Slavko Vinčić Arbitre vidéo : Alejandro Hernández Hernández | Spectateurs : 52 038 Arbitrage : Slavko Vinčić Arbitre vidéo : Alejandro Hernández Hernández |

| Match aller                | Inter Milan | 1 - 0   | FC Porto                   | Stade San Siro, Milan                                                             |                                                                                   |
| 22 février 2023 21h00 CEST | Lukaku 86e  | (0 - 0) |                            | Spectateurs : 75 374 Arbitrage : Srdjan Jovanović Arbitre vidéo : Bastian Dankert | Spectateurs : 75 374 Arbitrage : Srdjan Jovanović Arbitre vidéo : Bastian Dankert |
| 22 février 2023 21h00 CEST | Dimarco 41e | Rapport | 41e, 78e Otávio · 63e Pepê | Spectateurs : 75 374 Arbitrage : Srdjan Jovanović Arbitre vidéo : Bastian Dankert | Spectateurs : 75 374 Arbitrage : Srdjan Jovanović Arbitre vidéo : Bastian Dankert |

| Match retour            | FC Porto        | 0 - 0   | Inter Milan                          | Estádio do Dragão, Porto                                                             |                                                                                      |
| 14 mars 2023 21h00 CEST |                 | (0 - 0) |                                      | Spectateurs : 48 015 Arbitrage : Szymon Marciniak Arbitre vidéo : Tomasz Kwiatkowski | Spectateurs : 48 015 Arbitrage : Szymon Marciniak Arbitre vidéo : Tomasz Kwiatkowski |
| 14 mars 2023 21h00 CEST | Pepê 79e, 90+7e | Rapport | 33e Darmian · 69e Džeko · 90e Acerbi | Spectateurs : 48 015 Arbitrage : Szymon Marciniak Arbitre vidéo : Tomasz Kwiatkowski | Spectateurs : 48 015 Arbitrage : Szymon Marciniak Arbitre vidéo : Tomasz Kwiatkowski |

### Quarts de finale
Les quarts de finale se jouent les 11 et 12 avril pour les matchs aller, et les 18 et 19 avril pour les matchs retour.
| Équipe          | Aller | Total | Retour | Équipe        |
| --------------- | ----- | ----- | ------ | ------------- |
| Real Madrid     | 2 - 0 | 4 - 0 | 2 - 0  | Chelsea FC    |
| SL Benfica      | 0 - 2 | 3 - 5 | 3 - 3  | Inter Milan   |
| Manchester City | 3 - 0 | 4 - 1 | 1 - 1  | Bayern Munich |
| AC Milan        | 1 - 0 | 2 - 1 | 1 - 1  | SSC Naples    |

| Match aller              | SL Benfica   | 0 - 2   | Inter Milan                                | Estádio da Luz, Lisbonne                                                       |                                                                                |
| 11 avril 2023 21h00 CEST |              | (0 - 0) | 51e Barella ( Bastoni) · 82e (pen.) Lukaku | Spectateurs : 62 594 Arbitrage : Michael Oliver Arbitre vidéo : Stuart Attwell | Spectateurs : 62 594 Arbitrage : Michael Oliver Arbitre vidéo : Stuart Attwell |
| 11 avril 2023 21h00 CEST | A. Silva 21e | Rapport | 49e Brozović · 83e Džeko                   | Spectateurs : 62 594 Arbitrage : Michael Oliver Arbitre vidéo : Stuart Attwell | Spectateurs : 62 594 Arbitrage : Michael Oliver Arbitre vidéo : Stuart Attwell |

| Match retour             | Inter Milan                                                               | 3 - 3   | SL Benfica                                                        | Stade San Siro, Milan                                                                          |                                                                                                |
| 19 avril 2023 21h00 CEST | ( Martínez) Barella 14e · ( Dimarco) Martínez 65e · ( Dimarco) Correa 78e | (1 - 1) | 38e Aursnes ( Rafa Silva) · 86e A. Silva ( Grimaldo) · 90+5e Musa | Spectateurs : 75 380 Arbitrage : Carlos del Cerro Grande Arbitre vidéo : Juan Martínez Munuera | Spectateurs : 75 380 Arbitrage : Carlos del Cerro Grande Arbitre vidéo : Juan Martínez Munuera |
| 19 avril 2023 21h00 CEST |                                                                           | Rapport | 49e R. Silva · 81e Musa · 90+5e Neres                             | Spectateurs : 75 380 Arbitrage : Carlos del Cerro Grande Arbitre vidéo : Juan Martínez Munuera | Spectateurs : 75 380 Arbitrage : Carlos del Cerro Grande Arbitre vidéo : Juan Martínez Munuera |

| Match aller              | Manchester City                                                         | 3 - 0   | Bayern Munich           | City of Manchester Stadium, Manchester                                                           |                                                                                                  |
| 11 avril 2023 21h00 CEST | ( B. Silva) Rodri 27e · ( Haaland) B. Silva 70e · ( Stones) Haaland 76e | (1 - 0) |                         | Spectateurs : 52 257 Arbitrage : Jesús Gil Manzano Arbitre vidéo : Alejandro Hernández Hernández | Spectateurs : 52 257 Arbitrage : Jesús Gil Manzano Arbitre vidéo : Alejandro Hernández Hernández |
| 11 avril 2023 21h00 CEST | B. Silva 48e                                                            | Rapport | 49e Davies · 88e Pavard | Spectateurs : 52 257 Arbitrage : Jesús Gil Manzano Arbitre vidéo : Alejandro Hernández Hernández | Spectateurs : 52 257 Arbitrage : Jesús Gil Manzano Arbitre vidéo : Alejandro Hernández Hernández |

| Match retour             | Bayern Munich                                                           | 1 - 1   | Manchester City                                      | Allianz Arena, Munich                                                          |                                                                                |
| 19 avril 2023 21h00 CEST | Kimmich 83e (pen.)                                                      | (0 - 0) | 57e Haaland ( De Bruyne)                             | Spectateurs : 75 000 Arbitrage : Clément Turpin Arbitre vidéo : Jérôme Brisard | Spectateurs : 75 000 Arbitrage : Clément Turpin Arbitre vidéo : Jérôme Brisard |
| 19 avril 2023 21h00 CEST | Cancelo 11e · Upamecano 35e · Kimmich 45+2e · Pavard 60e · Stanišić 88e | Rapport | 44e Ederson · 45+2e Gündoğan · 54e Aké · 86e Laporte | Spectateurs : 75 000 Arbitrage : Clément Turpin Arbitre vidéo : Jérôme Brisard | Spectateurs : 75 000 Arbitrage : Clément Turpin Arbitre vidéo : Jérôme Brisard |

| Match aller              | Real Madrid                                  | 2 - 0   | Chelsea FC                             | Stade Santiago-Bernabéu, Madrid                                                       |                                                                                       |
| 12 avril 2023 21h00 CEST | Benzema 22e · ( Vinícius Júnior) Asensio 74e | (1 - 0) |                                        | Spectateurs : 63 142 Arbitrage : François Letexier Arbitre vidéo : Tomasz Kwiatkowski | Spectateurs : 63 142 Arbitrage : François Letexier Arbitre vidéo : Tomasz Kwiatkowski |
| 12 avril 2023 21h00 CEST | Camavinga 7e · Militão 83e · Carvajal 87e    | Rapport | 5e Fofana · 59e Chilwell · 87e Kovačić | Spectateurs : 63 142 Arbitrage : François Letexier Arbitre vidéo : Tomasz Kwiatkowski | Spectateurs : 63 142 Arbitrage : François Letexier Arbitre vidéo : Tomasz Kwiatkowski |

| Match retour             | Chelsea FC                              | 0 - 2   | Real Madrid                                              | Stamford Bridge, Londres                                                            |                                                                                     |
| 18 avril 2023 21h00 CEST |                                         | (0 - 0) | 58e Rodrygo (Vinícius Júnior ) · 80e Rodrygo (Valverde ) | Spectateurs : 39 453 Arbitrage : Daniele Orsato Arbitre vidéo : Massimiliano Irrati | Spectateurs : 39 453 Arbitrage : Daniele Orsato Arbitre vidéo : Massimiliano Irrati |
| 18 avril 2023 21h00 CEST | Cucurella 34e · James 50e · Moudryk 89e | Rapport | 22e Militão                                              | Spectateurs : 39 453 Arbitrage : Daniele Orsato Arbitre vidéo : Massimiliano Irrati | Spectateurs : 39 453 Arbitrage : Daniele Orsato Arbitre vidéo : Massimiliano Irrati |

| Match aller              | AC Milan                                           | 1 - 0   | SSC Naples                                                                    | Stade San Siro, Milan                                                          |                                                                                |
| 12 avril 2023 21h00 CEST | ( Brahim Díaz) Bennacer 40e                        | (1 - 0) |                                                                               | Spectateurs : 74 742 Arbitrage : István Kovács Arbitre vidéo : Bastian Dankert | Spectateurs : 74 742 Arbitrage : István Kovács Arbitre vidéo : Bastian Dankert |
| 12 avril 2023 21h00 CEST | Bennacer 60e · Saelemaekers 90+3e · Calabria 90+6e | Rapport | 38e Zieliński · 70e Di Lorenzo · 70e, 74e Anguissa · 78e Kim · 90+3e Rrahmani | Spectateurs : 74 742 Arbitrage : István Kovács Arbitre vidéo : Bastian Dankert | Spectateurs : 74 742 Arbitrage : István Kovács Arbitre vidéo : Bastian Dankert |

| Match retour             | SSC Naples                       | 1 - 1   | AC Milan                           | Stade Diego Armando Maradona, Naples                                                 |                                                                                      |
| 18 avril 2023 21h00 CEST | ( Raspadori) Osimhen 90+3e       | (0 - 1) | 43e Giroud ( Leão)                 | Spectateurs : 52 728 Arbitrage : Szymon Marciniak Arbitre vidéo : Tomasz Kwiatkowski | Spectateurs : 52 728 Arbitrage : Szymon Marciniak Arbitre vidéo : Tomasz Kwiatkowski |
| 18 avril 2023 21h00 CEST | Di Lorenzo 45+7e · Olivera 90+4e | Rapport | 45+1e T. Hernandez · 45+6e Maignan | Spectateurs : 52 728 Arbitrage : Szymon Marciniak Arbitre vidéo : Tomasz Kwiatkowski | Spectateurs : 52 728 Arbitrage : Szymon Marciniak Arbitre vidéo : Tomasz Kwiatkowski |

### Demi-finales
Les matchs aller se déroulent les 9 et 10 mai, et les matchs retour les 16 et 17 mai.
| Équipe      | Aller | Total | Retour | Équipe          |
| ----------- | ----- | ----- | ------ | --------------- |
| AC Milan    | 0 - 2 | 0 - 3 | 0 - 1  | Inter Milan     |
| Real Madrid | 1 - 1 | 1 - 5 | 0 - 4  | Manchester City |

| Match aller           | Real Madrid                      | 1 - 1   | Manchester City             | Stade Santiago-Bernabéu, Madrid                                                        |                                                                                        |
| 9 mai 2023 21h00 CEST | ( Camavinga) Vinícius Júnior 36e | (1 - 0) | 67e De Bruyne (Gündoğan )   | Spectateurs : 63 485 Arbitrage : Artur Soares Dias Arbitre vidéo : Massimiliano Irrati | Spectateurs : 63 485 Arbitrage : Artur Soares Dias Arbitre vidéo : Massimiliano Irrati |
| 9 mai 2023 21h00 CEST | Kroos 45+3e · Camavinga 79e      | Rapport | 71e Gündoğan · 86e B. Silva | Spectateurs : 63 485 Arbitrage : Artur Soares Dias Arbitre vidéo : Massimiliano Irrati | Spectateurs : 63 485 Arbitrage : Artur Soares Dias Arbitre vidéo : Massimiliano Irrati |

| Match retour           | Manchester City                                                                             | 4 - 0   | Real Madrid                  | City of Manchester Stadium, Manchester                                               |                                                                                      |
| 17 mai 2023 21h00 CEST | ( De Bruyne) B. Silva 23e · B. Silva 37e · ( De Bruyne) Akanji 78e · ( Foden) Álvarez 90+1e | (2 - 0) |                              | Spectateurs : 52 313 Arbitrage : Szymon Marciniak Arbitre vidéo : Tomasz Kwiatkowski | Spectateurs : 52 313 Arbitrage : Szymon Marciniak Arbitre vidéo : Tomasz Kwiatkowski |
| 17 mai 2023 21h00 CEST | Dias 50e · Gündoğan 62e · Grealish 90+1e                                                    | Rapport | 55e Carvajal · 75e Camavinga | Spectateurs : 52 313 Arbitrage : Szymon Marciniak Arbitre vidéo : Tomasz Kwiatkowski | Spectateurs : 52 313 Arbitrage : Szymon Marciniak Arbitre vidéo : Tomasz Kwiatkowski |

| Match aller           | AC Milan     | 0 - 2   | Inter Milan                                        | Stade San Siro, Milan                                                                    |                                                                                          |
| 10 mai 2023 21h0 CEST |              | (0 - 2) | 8e Džeko ( Çalhanoğlu) · 11e Mkhitaryan ( Dimarco) | Spectateurs : 75 532 Arbitrage : Jesús Gil Manzano Arbitre vidéo : Juan Martínez Munuera | Spectateurs : 75 532 Arbitrage : Jesús Gil Manzano Arbitre vidéo : Juan Martínez Munuera |
| 10 mai 2023 21h0 CEST | Krunić 45+1e | Rapport |                                                    | Spectateurs : 75 532 Arbitrage : Jesús Gil Manzano Arbitre vidéo : Juan Martínez Munuera | Spectateurs : 75 532 Arbitrage : Jesús Gil Manzano Arbitre vidéo : Juan Martínez Munuera |

| Match retour           | Inter Milan                | 1 - 0   | AC Milan                                         | Stade San Siro, Milan                                                          |                                                                                |
| 16 mai 2023 21h00 CEST | ( Lukaku) Martínez 74e     | (0 - 0) |                                                  | Spectateurs : 75 567 Arbitrage : Clément Turpin Arbitre vidéo : Jérôme Brisard | Spectateurs : 75 567 Arbitrage : Clément Turpin Arbitre vidéo : Jérôme Brisard |
| 16 mai 2023 21h00 CEST | Barella 79e · Martínez 81e | Rapport | 56e Thiaw · 79e Tonali · 81e Krunić · 81e Tomori | Spectateurs : 75 567 Arbitrage : Clément Turpin Arbitre vidéo : Jérôme Brisard | Spectateurs : 75 567 Arbitrage : Clément Turpin Arbitre vidéo : Jérôme Brisard |

### Finale
La finale se dispute sur une seule rencontre, le samedi 10 juin 2023, au Stade olympique Atatürk à Istanbul en Turquie.
| Samedi 10 juin 2023 | Manchester City | 1 - 0   | Inter Milan | Stade olympique Atatürk, Istanbul                                 |                                                                   |
| 21h00 CEST          | Rodri 68e       | (0 - 0) |             | Spectateurs : 71 412 Arbitrage : Szymon Marciniak Arbitre vidéo : | Spectateurs : 71 412 Arbitrage : Szymon Marciniak Arbitre vidéo : |
| 21h00 CEST          | Rapport         |         |             | Spectateurs : 71 412 Arbitrage : Szymon Marciniak Arbitre vidéo : | Spectateurs : 71 412 Arbitrage : Szymon Marciniak Arbitre vidéo : |